# Histoire de la monnaie au Japon
 (septembre 2016).

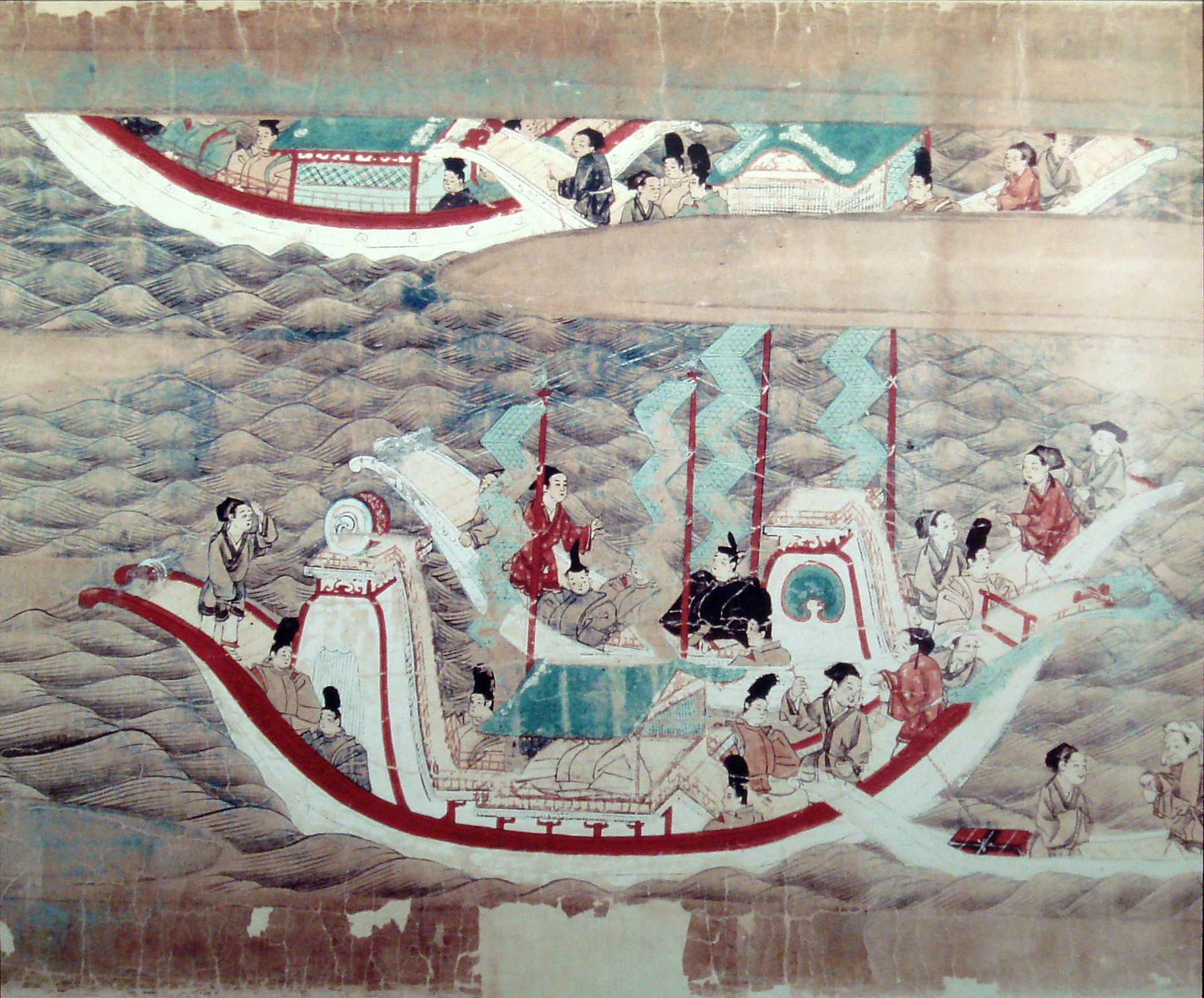
Ambassade japonaise à la cour de la dynastie Tang.

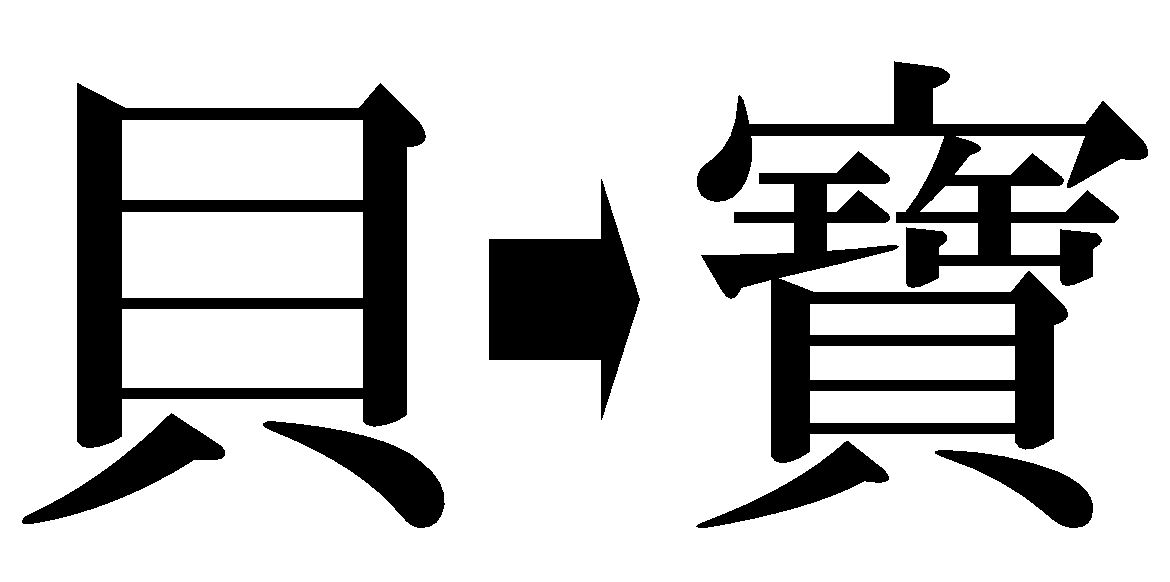
L'idéogramme pour coquille (貝) est incorporé dans l'ancien caractère pour « pièce »/ « trésor » (寶) Hō en japonais (à droite).

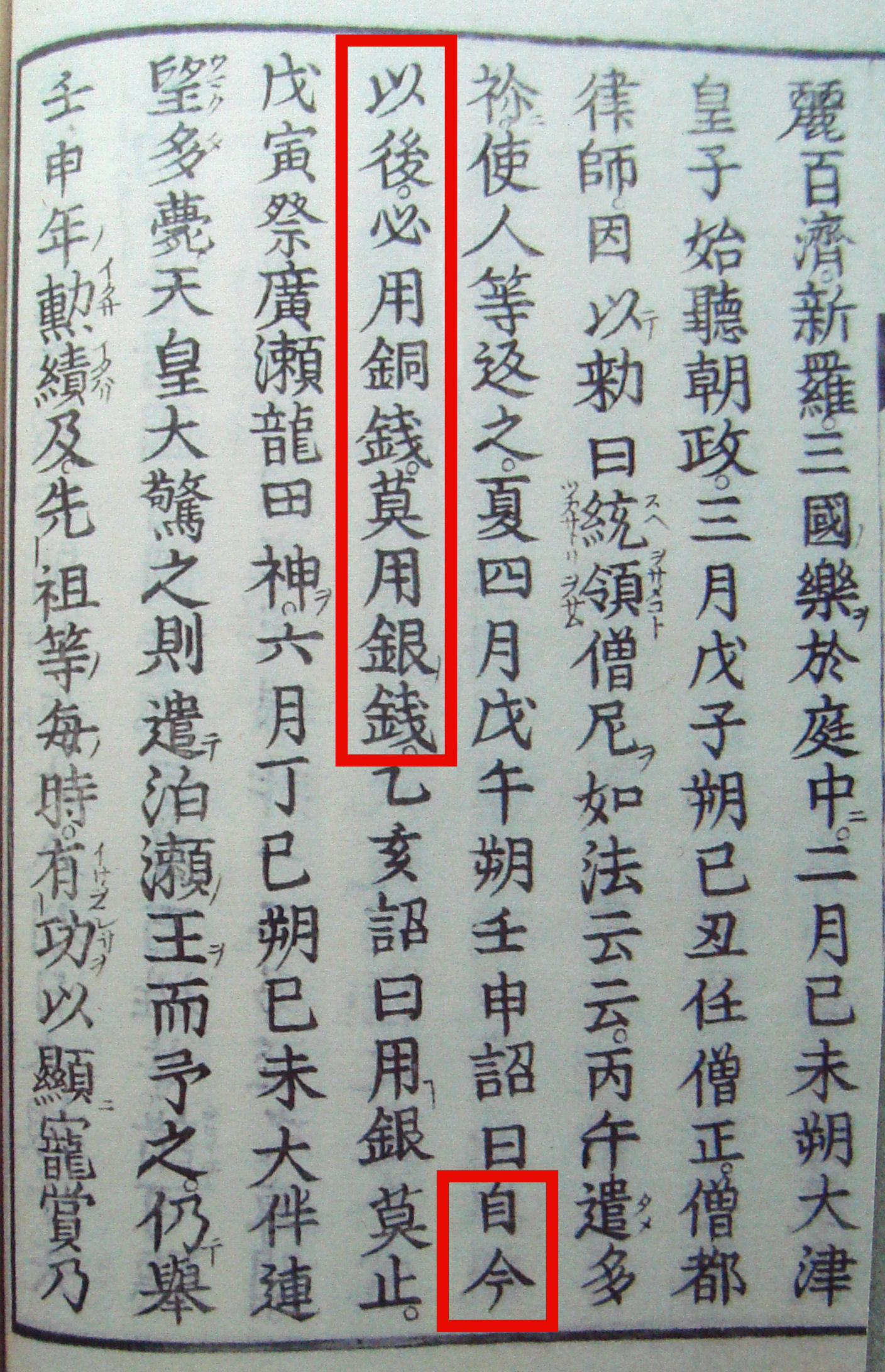
Entrée du Nihon Shoki du 15 avril 683 (12e année du règne de l'empereur Tenmu) impose l'usage des pièces de cuivre.

L'histoire de la monnaie au Japon commence avec le premier système monétaire formel qu'est le Kōchōsen (皇朝銭), « monnaie impériale »), illustré par l'adoption du premier type de pièce officielle du Japon, le wadōkaichin. 
Elle est produite pour la première fois en 708 sur ordre de l'impératrice Gemmei, 43e empereur du Japon. Wadōkaichin est la lecture des quatre caractères gravés sur la pièce et passe pour être composés du nom de l'ère Wadō (和銅, « cuivre japonais ») qui peut alternativement signifier « bonheur », et kaichin qui aurait un rapport avec « monnaie ». Cette monnaie est inspirée par la monnaie Tang (唐銭) appelée kaigentsūhō (chinois 開元通宝, Kai Yuan Tong Bao), émise pour la première fois à Chang'an en 621. Le wadōkaichin possède les mêmes spécifications que la pièce chinoise, avec un diamètre de 2,4 cm et un poids de 3,75 g.

## Avant la réforme de 760 (Kōchōsen)

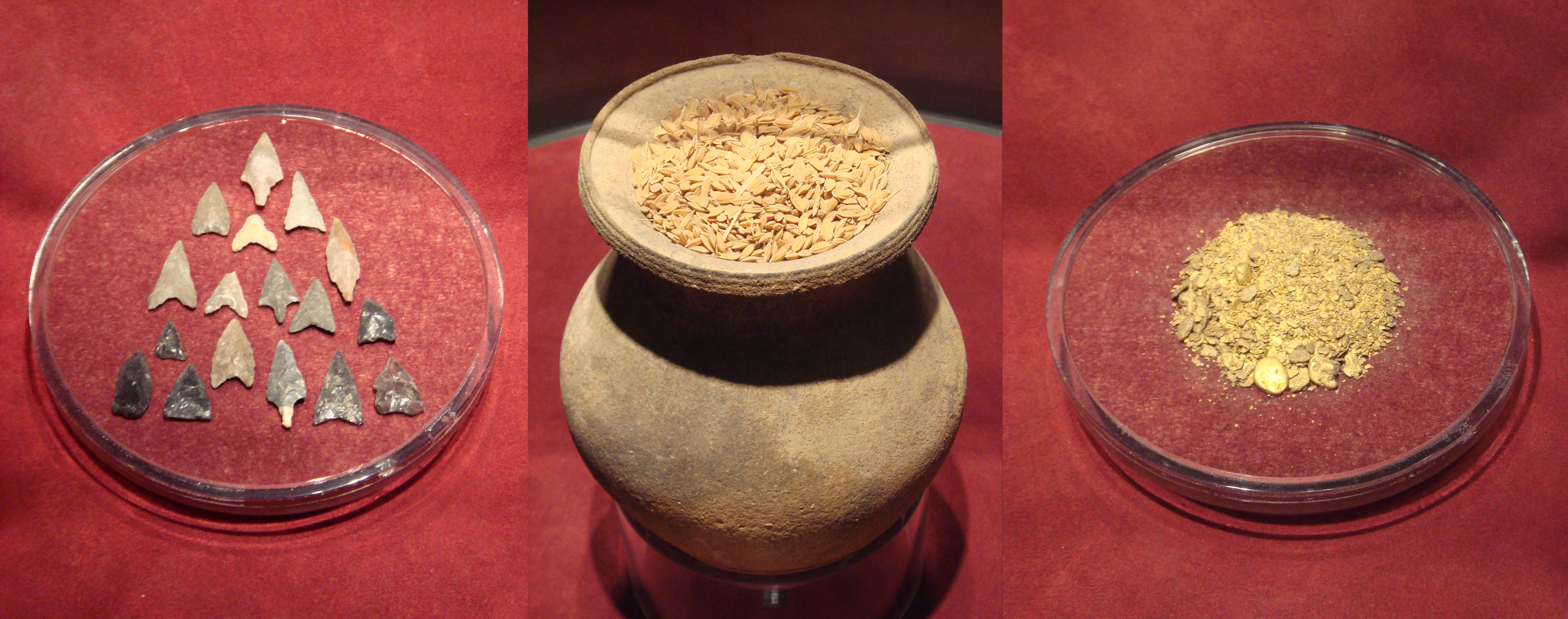
Monnaie marchandise japonaise avant le VIIIe siècle : pointes de flèche, grains de riz et poudre d'or, musée de la monnaie de la banque du Japon.

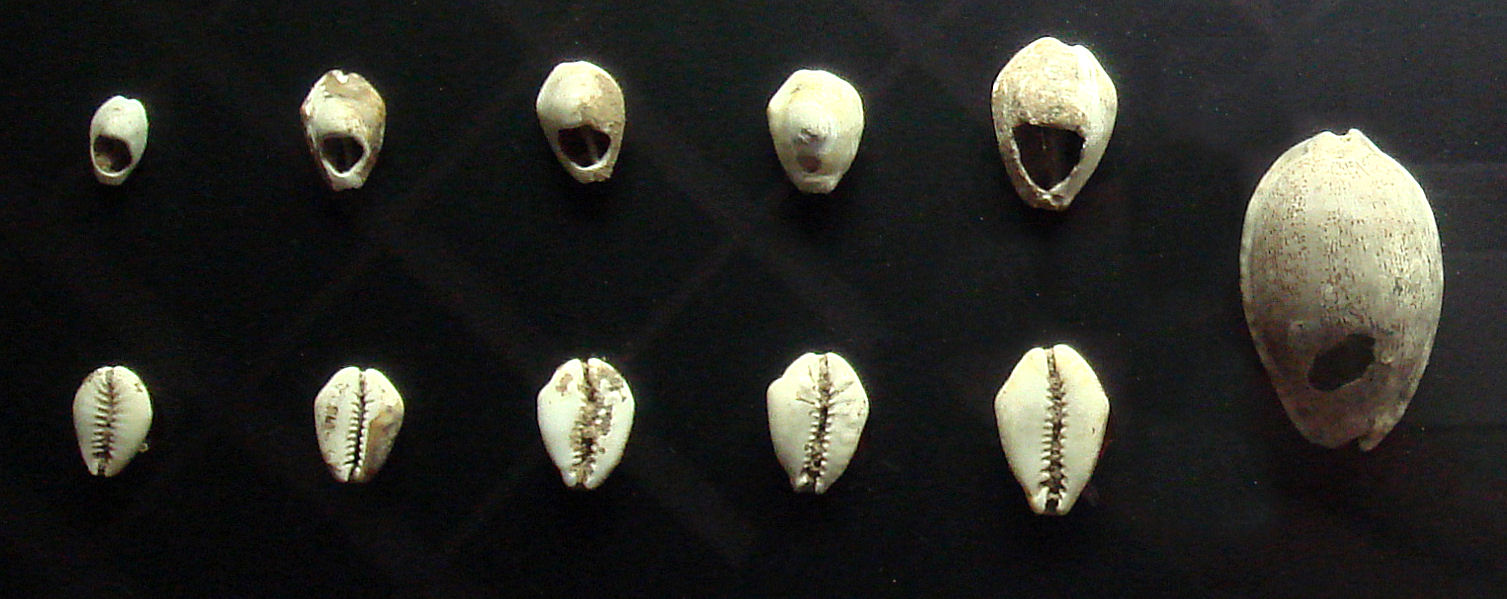
La monnaie de coquillages chinoise, du XIII au XVIIIe siècle, est largement acceptée, facilement transportable et stockable, et facilement combinable et divisible afin de correspondre à des valeurs différentes. Les principaux éléments de la monnaie-marchandise au Japon sont les pointes de flèche, les grains de riz et la poudre d'or, ainsi que les vêtements en chanvre. Cela contraste quelque peu avec des pays comme la Chine où l'un des éléments importants de la monnaie-marchandise provient des mers du Sud : les coquilles. Depuis lors toutefois, la coquille est devenue un symbole de l'argent en de nombreux idéogrammes japonais. Système monétaire Kōchōsen (VIIIe siècle au Xe siècle) ambassade à la cour des Tang (630)

## Réforme de la monnaie (760)

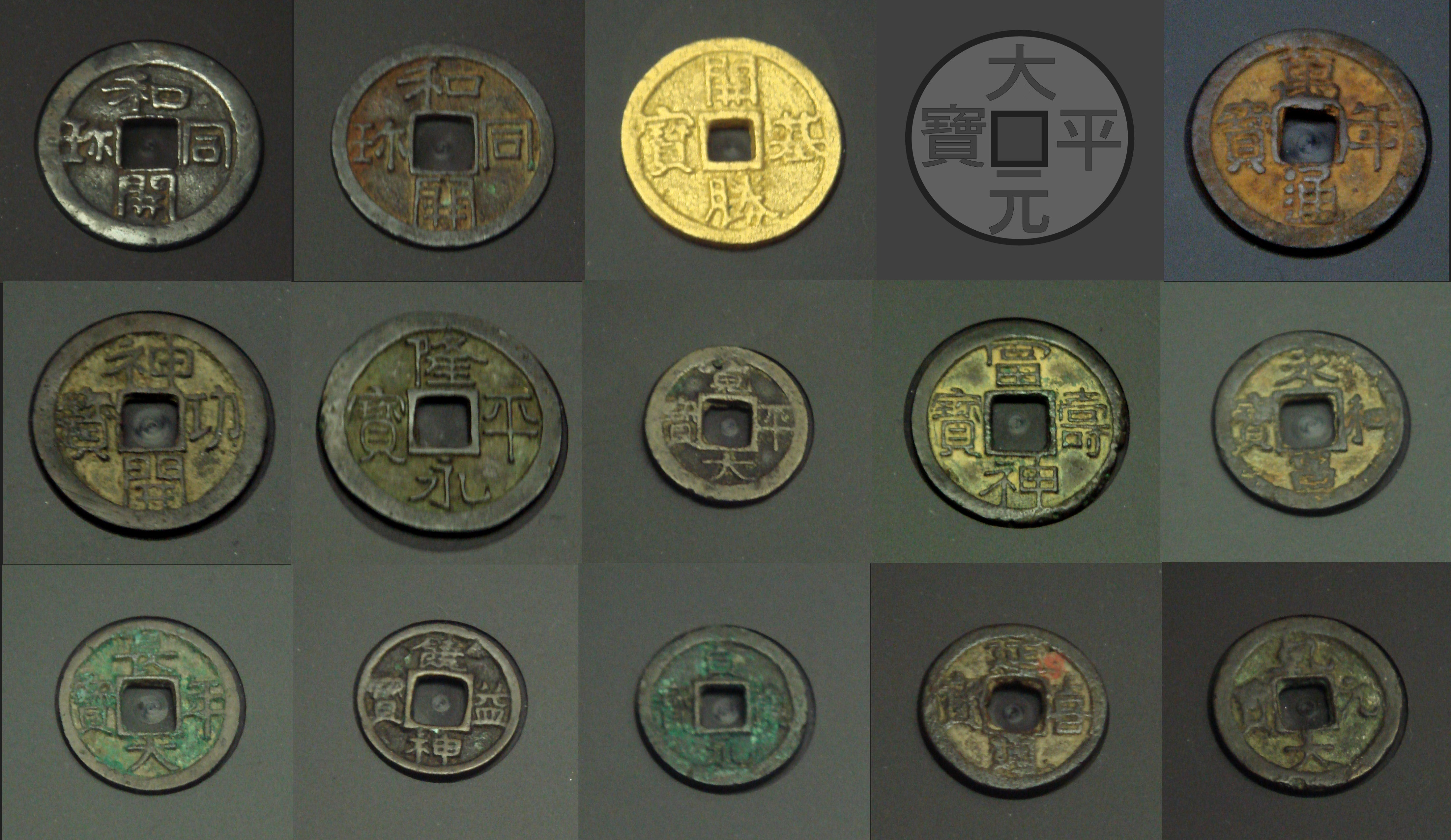
Types de pièces connus du Japon de 708 à 958, présentées de façon chronologique.

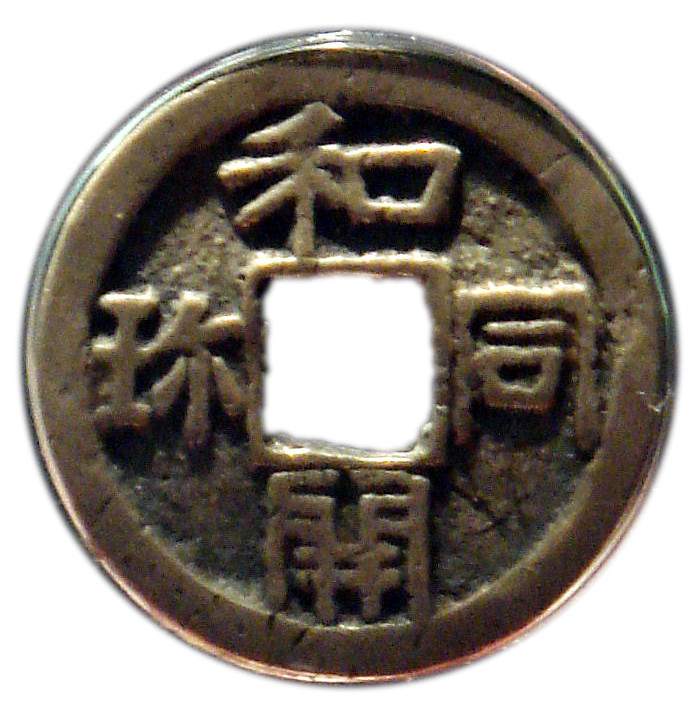
Pièce d'argent wadōkaichin (和同開珎), VIIIe siècle, Japon.

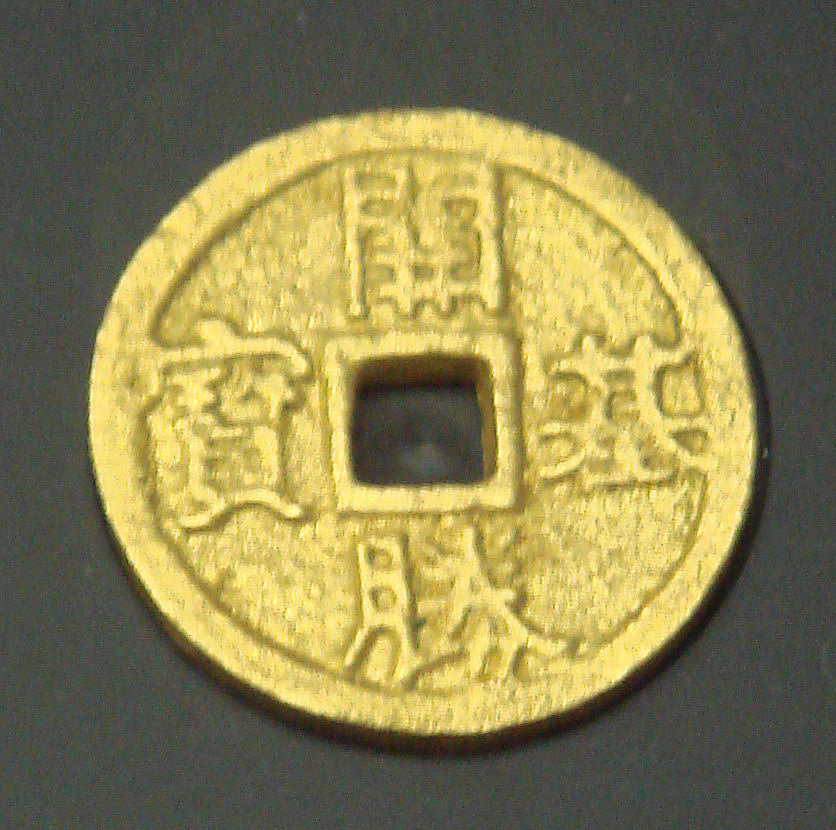
Pièce d'or japonaise kaikishōhō (開基勝寶), moulage, vers 760.

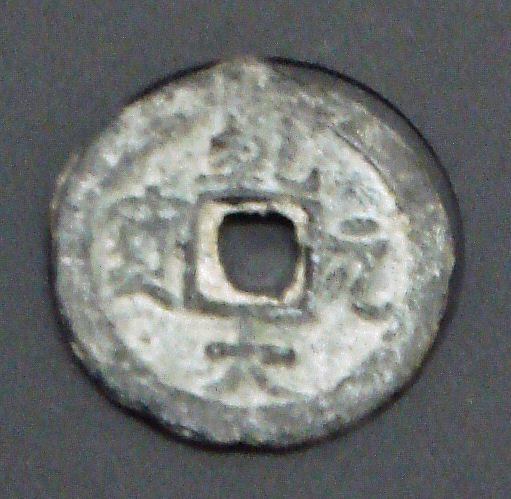
Pièce kangendaihō (乾元大寶) de 958.

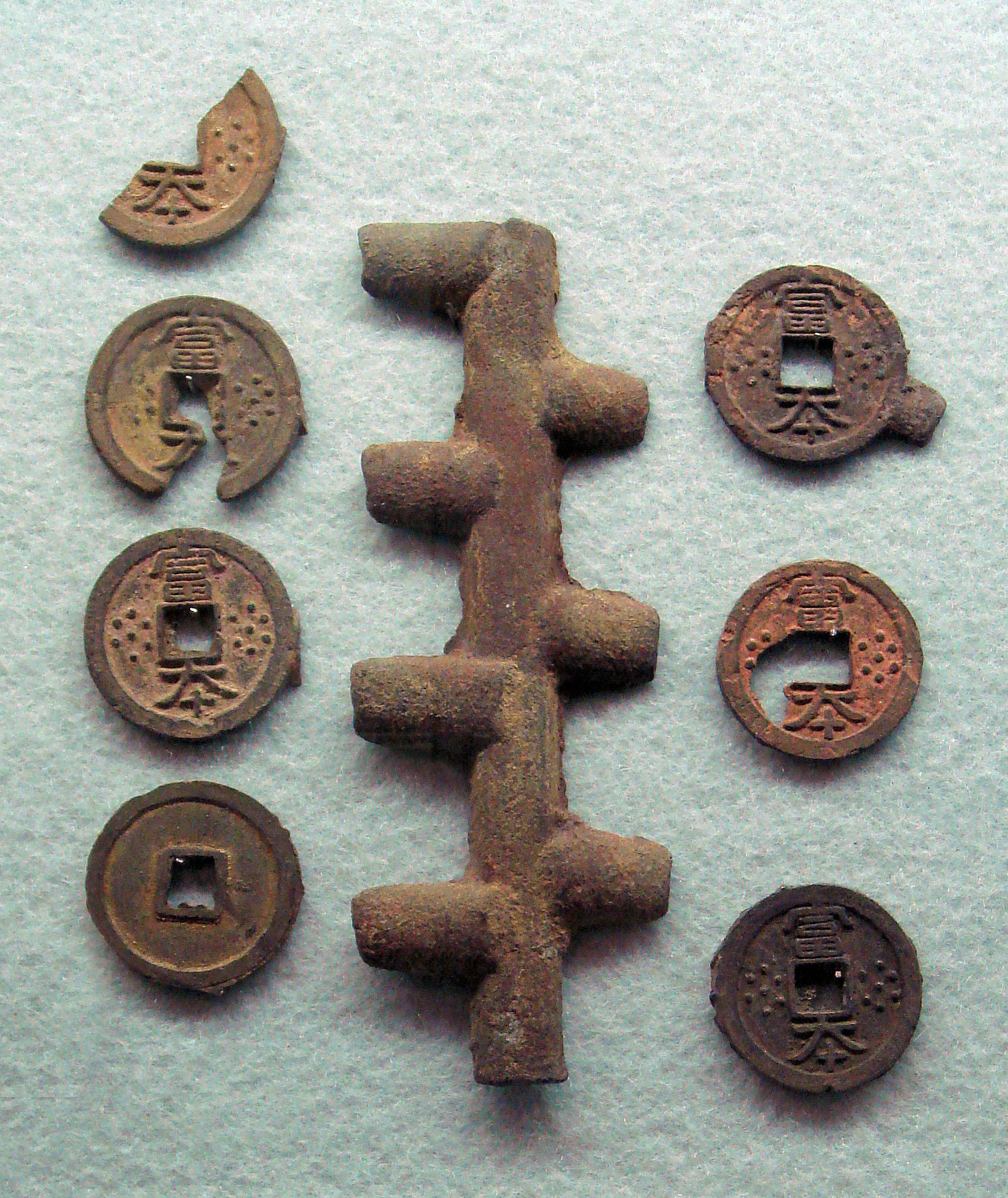
Ancienne monnaie japonaise : Tomimotosen (富本銭), trouvée à Tobishimaike (飛島池), fin du VIIe siècle, cuivre et antimoine. Musée de la monnaie de la banque du Japon. Les contacts du Japon avec la Chine continentale s'intensifient au cours de la période Tang pendant laquelle ont lieu de nombreux échanges et importations culturelles. Les documents indiquent que la première ambassade du Japon en Chine est envoyée en 630, suivie de l'adoption par le Japon de nombreuses pratiques culturelles chinoises. L'importance de la monnaie métallique apparaît évidente aux nobles japonais, conduisant probablement à un certain nombre de frappes de pièces de monnaie à la fin du VIIe siècle telles que la pièce tomimotosen (富元銭), découverte en 1998 lors de fouilles archéologiques dans la région de Nara. Une entrée dans le Nihon Shoki datée du 15 avril 683 mentionne : « À partir de maintenant, les pièces en cuivre doivent être utilisées mais les pièces d'argent ne doivent pas être utilisées », ce qui est considéré comme ordonnant l'adoption des pièces de cuivre Tomimotosen. Première monnaie officielle (708)

Le wadōkaichin s'avilit bientôt tandis que le gouvernement émet rapidement des pièces avec une teneur métallique progressivement plus faible et que des imitations locales prospèrent. En 760 est mise en œuvre une réforme par laquelle une nouvelle pièce de cuivre appelée mannentsūhō (万年通寶) vaut 10 fois la valeur de l'ancienne wadōkaichin, ainsi qu'une nouvelle pièce d'argent appelée taiheigenbō (大平元寶) d'une valeur de dix pièces de cuivre et enfin une nouvelle pièce d'or appelée kaikishōhō (開基勝寶) d'une valeur de dix pièces d'argent.
La production d'argent est vite abandonnée cependant mais celle de cuivre se poursuit tout au long de l'époque de Nara. Divers types de pièces de monnaie sont connus, 12 types différents en tout, dont un type de pièce de monnaie en or.

## Dernières émissions (958)
Le système monétaire japonais kōchōsen se déprécie fortement avec une baisse de son contenu métallique et de sa valeur. Vers le milieu du IXe siècle, la valeur en riz d'une pièce de monnaie tombe au 1/150e de sa valeur du début du VIIIe siècle.
À la fin du Xe siècle, la situation - aggravée par des faiblesses dans le système politique - entraîne l'abandon de la monnaie nationale, avec le retour au riz comme moyen de paiement. La dernière émission de pièces de monnaie officielle japonaise a lieu en 958, avec des pièces de qualité très faibles appelées kangendaihō (乾元大寶) et qui tombent bientôt en désuétude.

## Adoption de la monnaie chinoise (XIIeauXVIIesiècle)

### Importation de monnaie chinoise

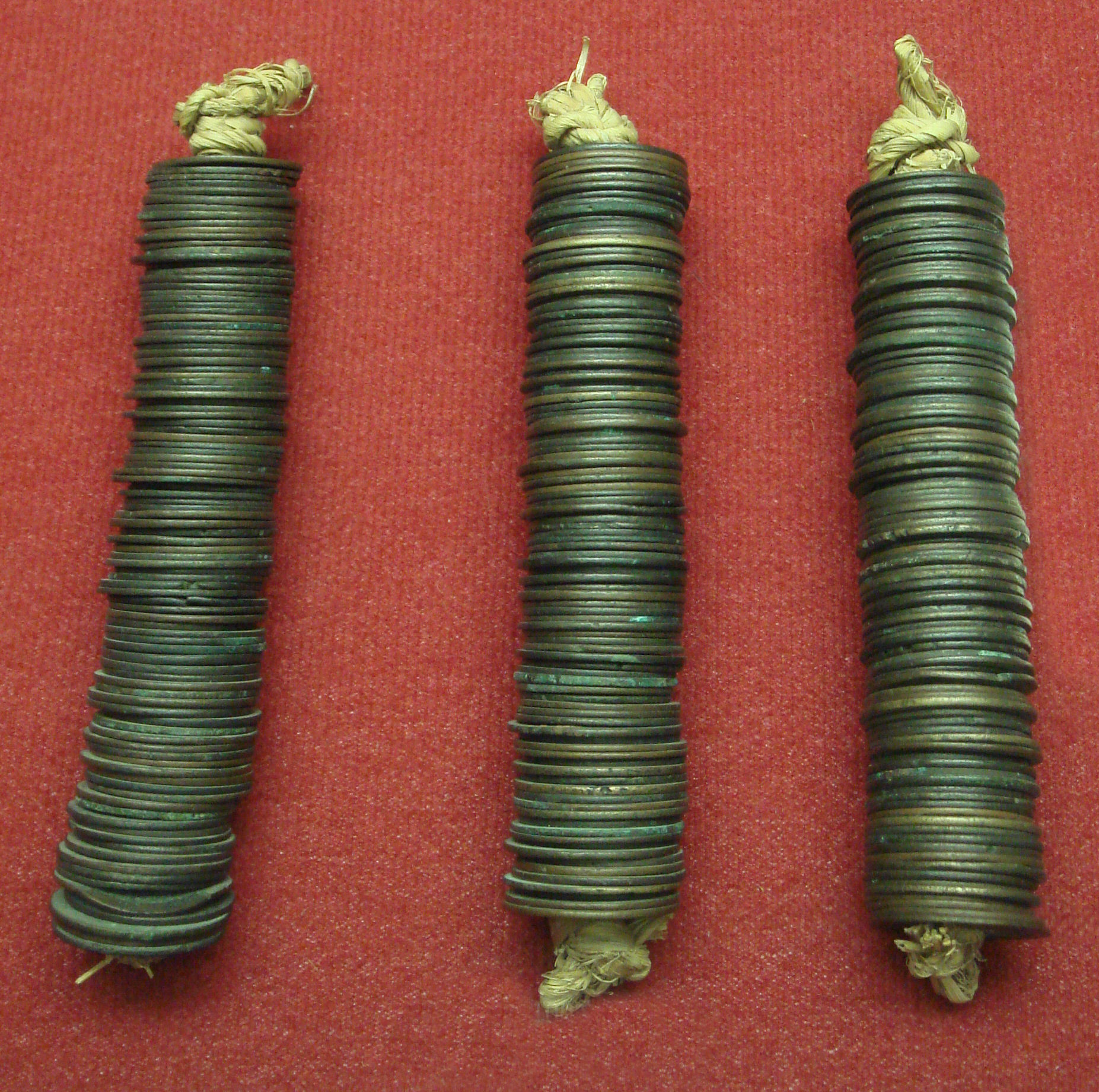
Trois ligatures de chacune 100 pièces mon en cuivre.

À partir du XIIe siècle, l'expansion du commerce et du troc souligne à nouveau la nécessité d'une monnaie unifiée. La monnaie chinoise en vient à être utilisée comme monnaie de référence du Japon pendant une période allant du XIIe au XVIIe siècle. Les pièces sont obtenues de Chine par le commerce ou la piraterie wakō. Les pièces sont aussi importées d'Annam (moderne Vietnam) et de Corée.

#### Imitations de la monnaie chinoise
Comme les pièces de monnaie chinoises ne sont pas en nombre suffisant alors que le commerce et l'économie se développent, des imitations locales japonaises de pièces chinoises sont frappées à partir du XIVe siècle, en particulier des imitations de pièces Ming, avec des noms inscrits identiques à ceux des pièces chinoises contemporaines. Ces pièces sont considérées comme très faibles par rapport à la valeur des pièces de monnaie chinoises et plusieurs d'entre elles doivent être échangées pour une seule pièce de monnaie chinoise. Cette situation perdure jusqu'au début de l'époque d'Edo lorsqu'un nouveau système est mis en place.

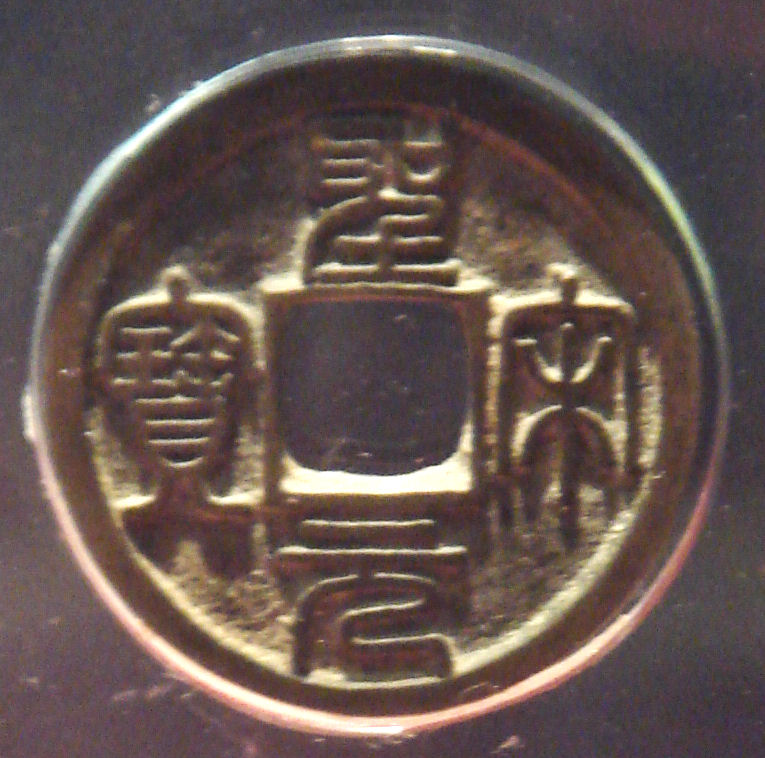
Pièce chinoise des Song du Nord,Shèngsòng Yuánbǎo (聖宋元寶?).
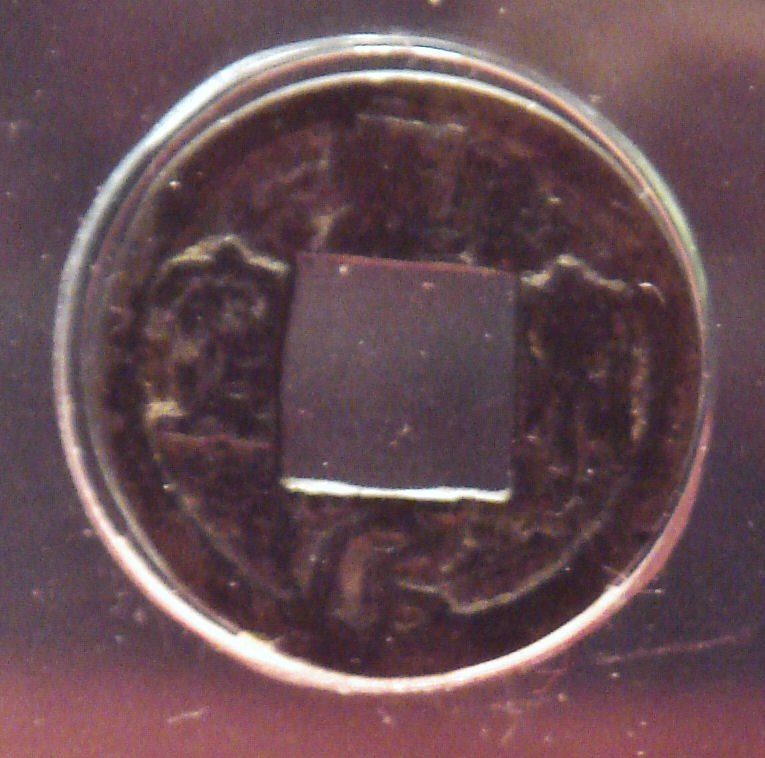
Seisō Genbō (聖宋元宝?), imitation japonaise du type Song, XIVe au XVIIe siècle.
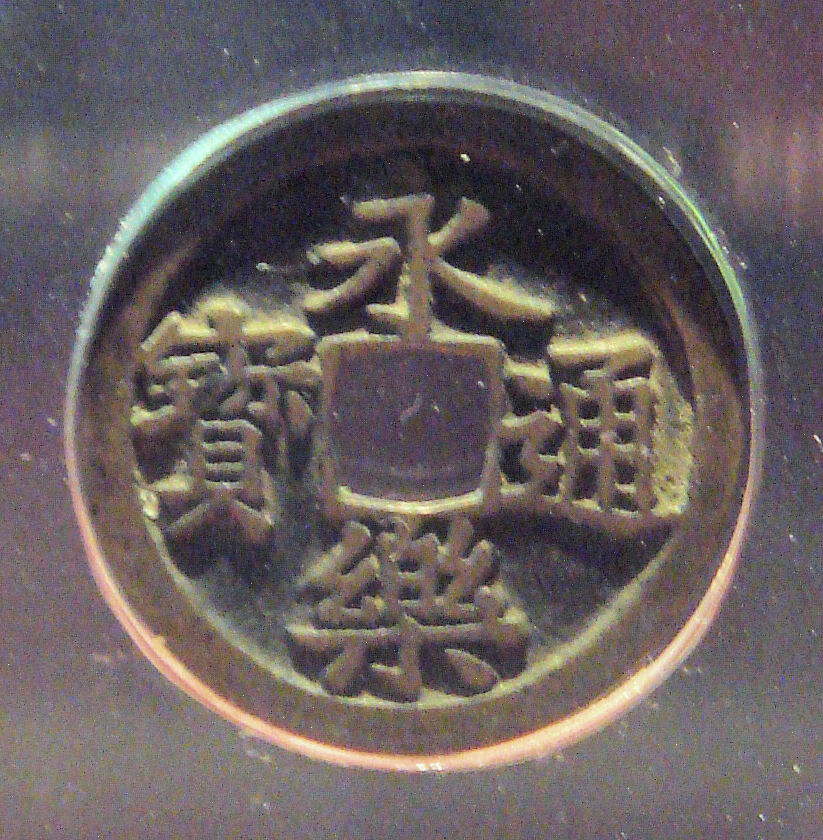
Pièce chinoise de l'époque Ming, Yǒnglè Tōngbǎo (永樂通寳?) utilisée comme monnaie au Japon.
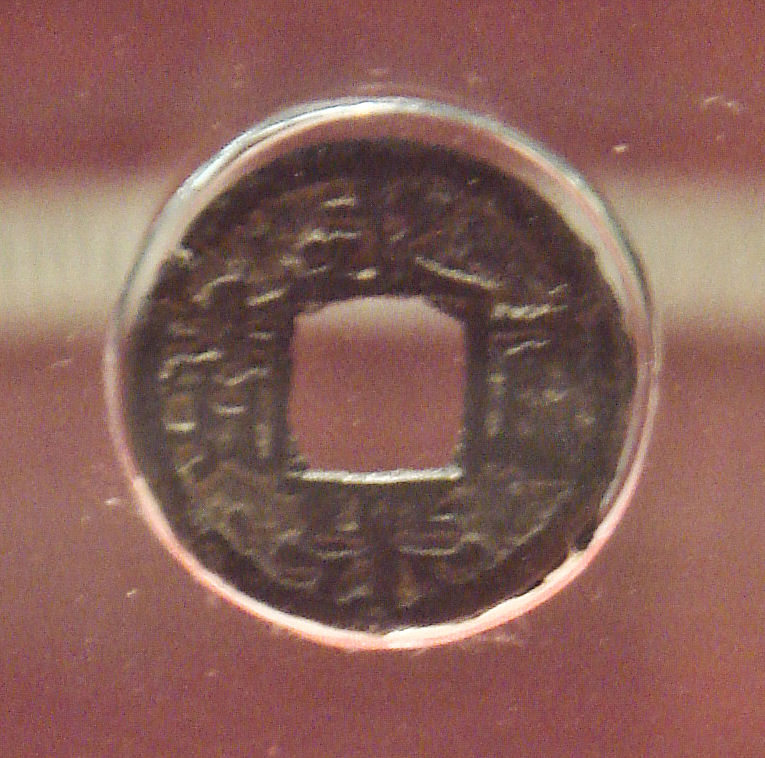
Eiraku Tsūhō (永楽通宝?); imitation japonaise du type Ming. XIVe au XVIIe siècle.
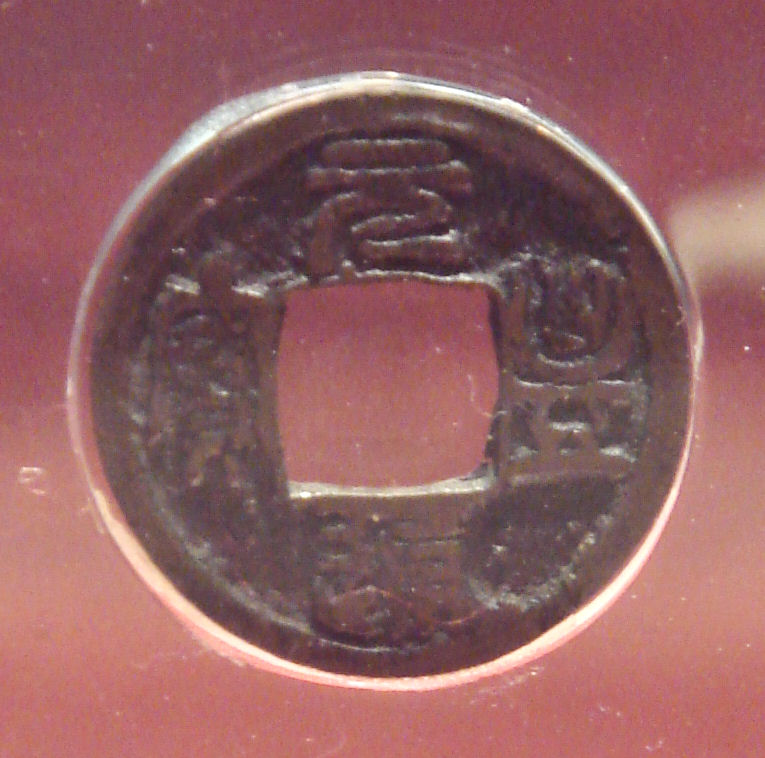
Genpu Tsūhō (元富通宝); imitation japonaise. XIVe au XVIIe siècle.

### Expérimentations locales (XVIesiècle)

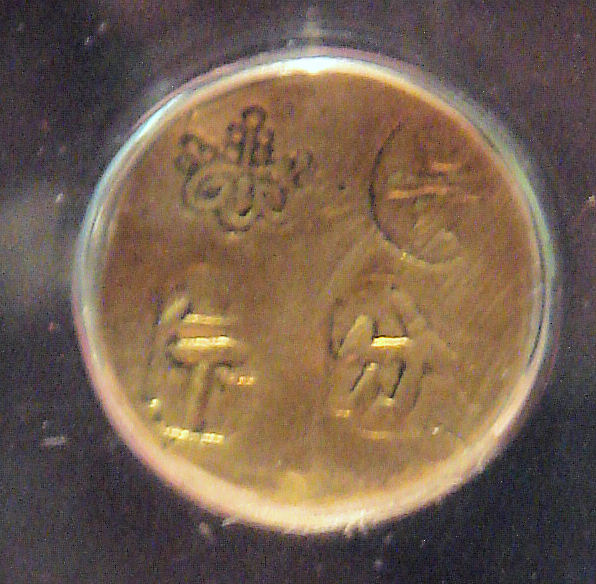
Premières expérimentations de frappe de monnaie : on distingue les estampilles du clan Takeda de Kōshū (甲州金) au XVIe siècle.

La croissance de l'économie et du commerce signifie que la petite monnaie de cuivre devient insuffisante pour couvrir les montants échangés. Au cours de la période Sengoku, les caractéristiques du futur système de l'époque d'Edo commencent à apparaître. Les seigneurs locaux développent le commerce et abolissent les guildes monopolistiques, ce qui amène au besoin de grosses coupures de monnaie. Au XVIe siècle des expériences locales commencent à être réalisées avec des frappes de pièces de monnaie locales, parfois en or. Le clan Takeda de Kōshū en particulier frappe des pièces d'or qui sont ensuite adoptées par le shogunat Tokugawa.
Hideyoshi unifie le Japon et centralise en conséquence la plupart des émissions de grandes coupures de pièces de monnaie en argent et en or, mettant ainsi en place la base d'un système de monnaie unique. En 1588, Toyotomi développe la grande plaque ōban, également appelée « ōban Tenshō » (天正大判), prédécesseur de la monnaie en or Tokugawa.
Une pratique courante de cette période consiste également à fondre l'or dans des moules en cuivre pour plus de commodité, technique issue de la méthode de fabrication de lingotins de type sycee. Le résultat est appelé bundōkin (分銅金), dont il existe deux types, le petit kobundō (小分銅) et le grand ōbundō (大分銅). Un kobundō représente environ 373 g d'or.

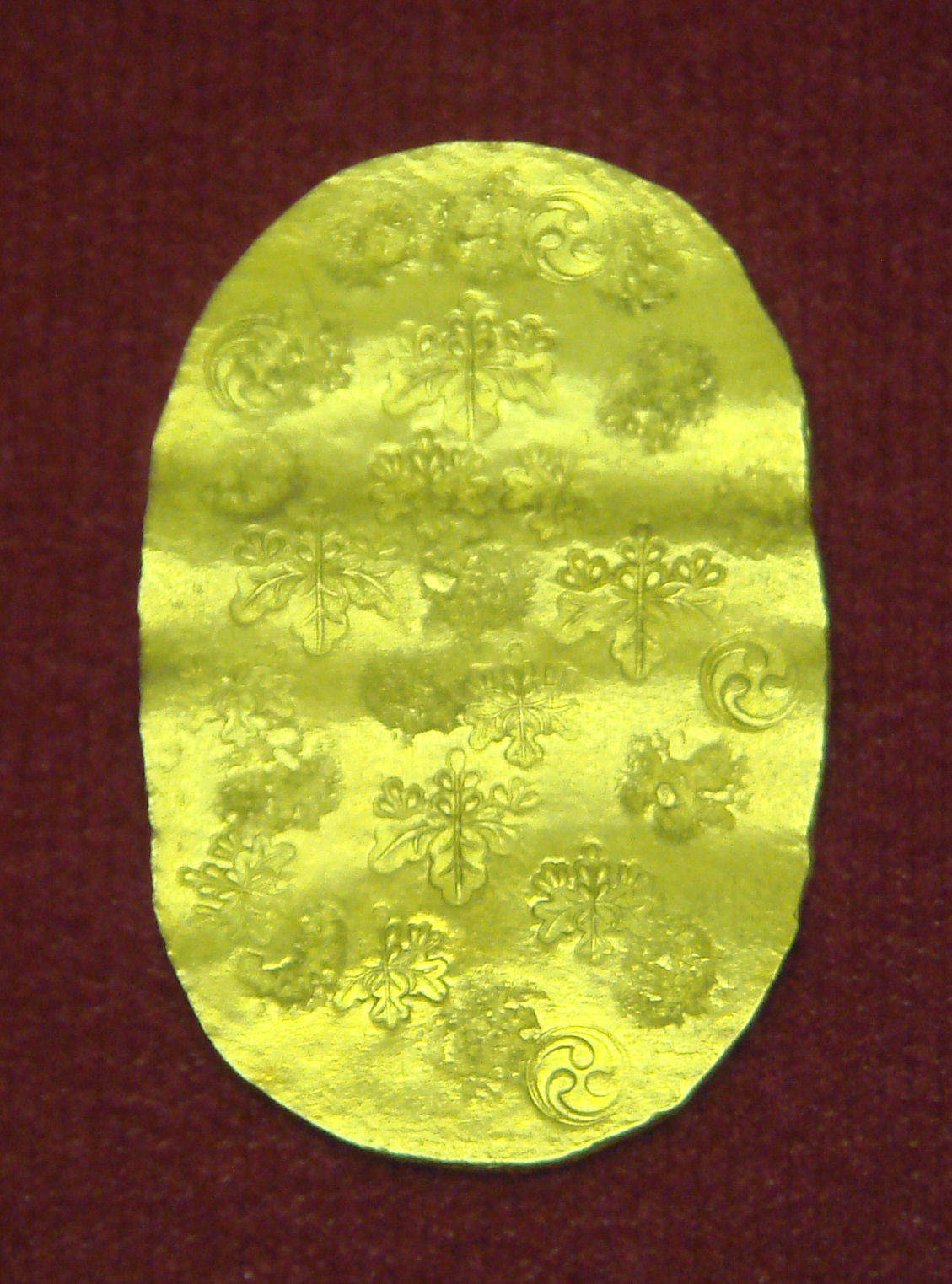
Kiritomoeban (桐巴判), XVIe siècle.
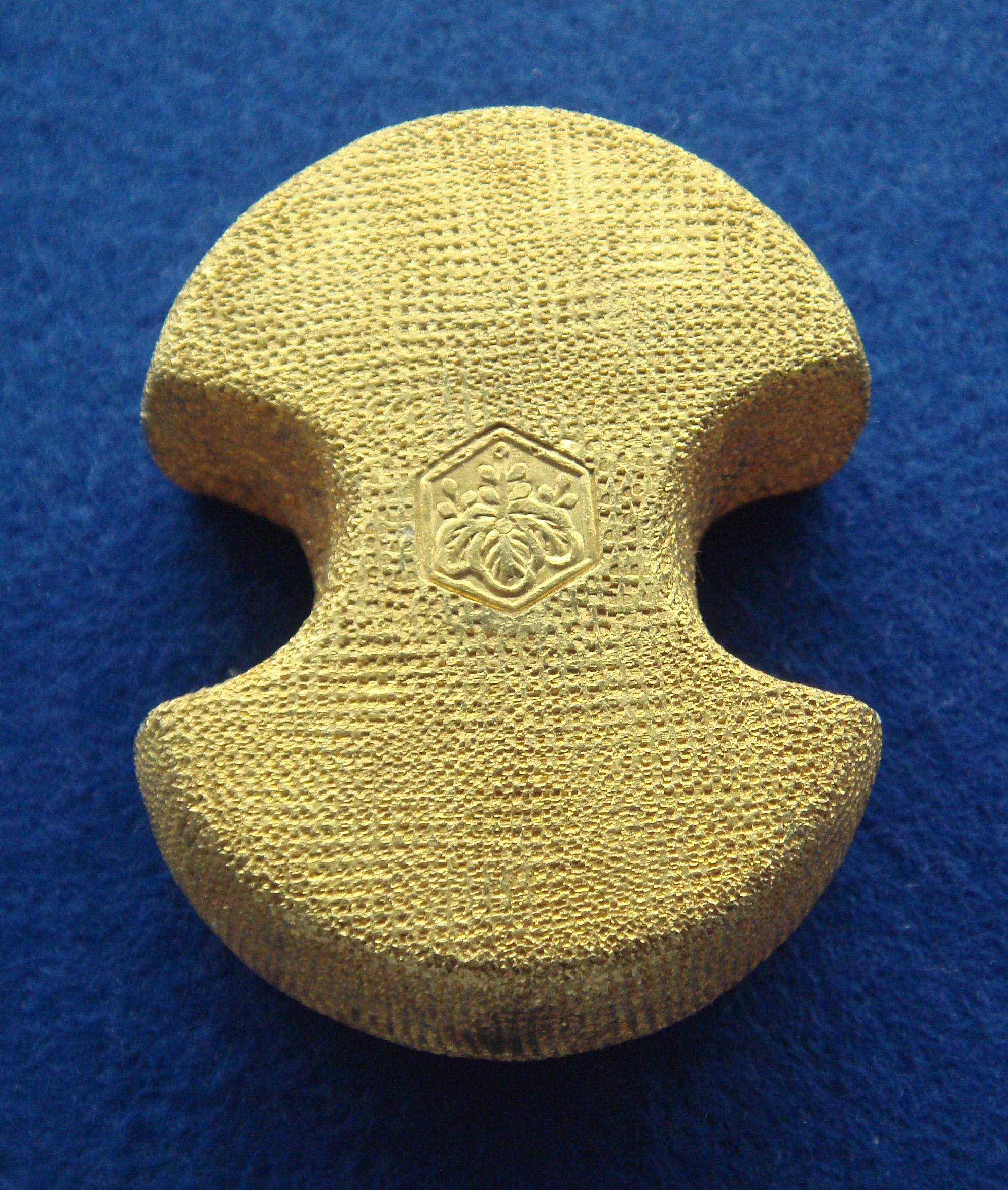
Kobundō, « échelle de tortue paulownia » marque kiriki (亀甲桐), emblème nunome (布目).
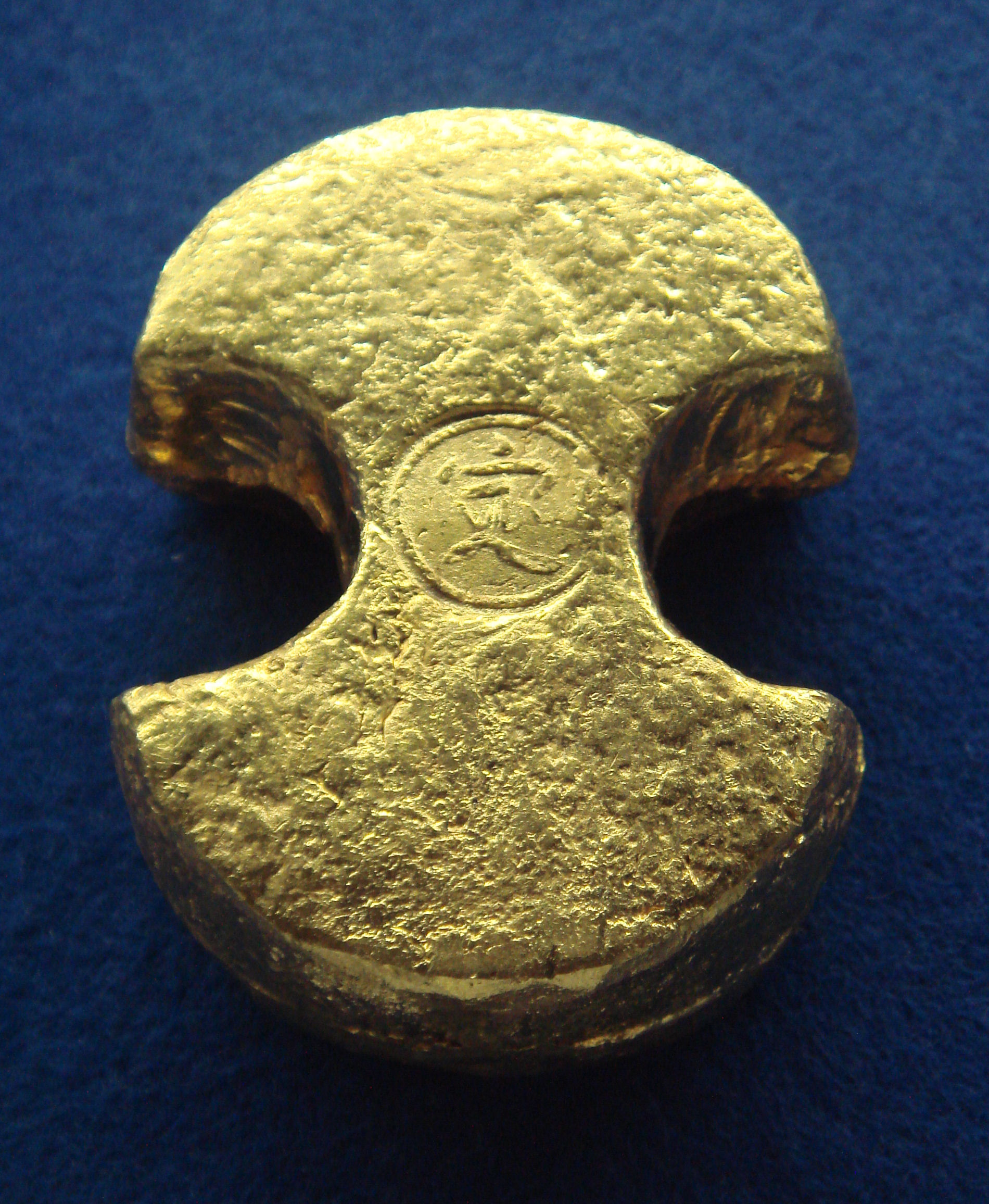
Kobundō, marque « fixée » Tei (定), emblème ishime (石目).
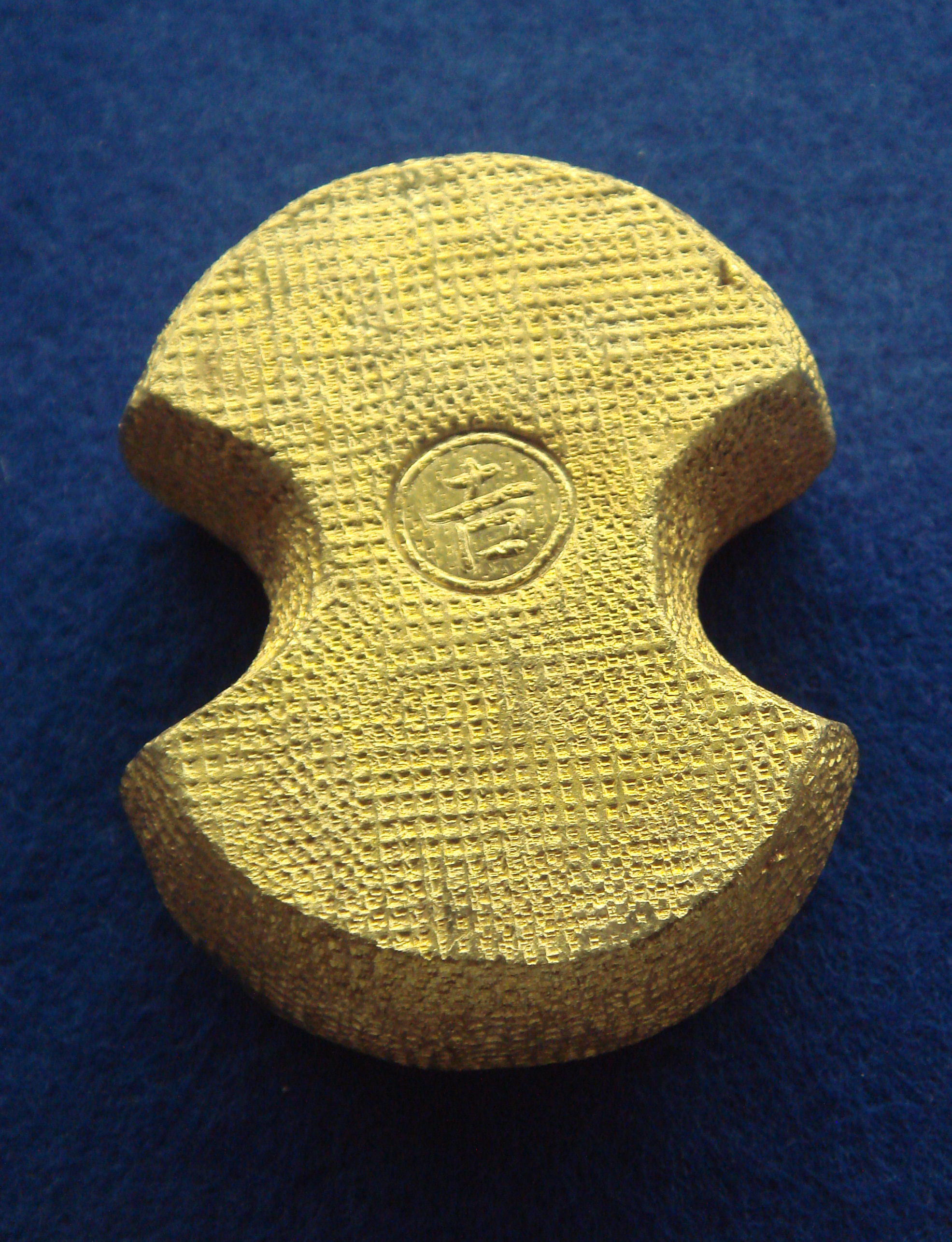
Kobundō, marque kichi « bonheur » (吉), emblème nunome (布目).
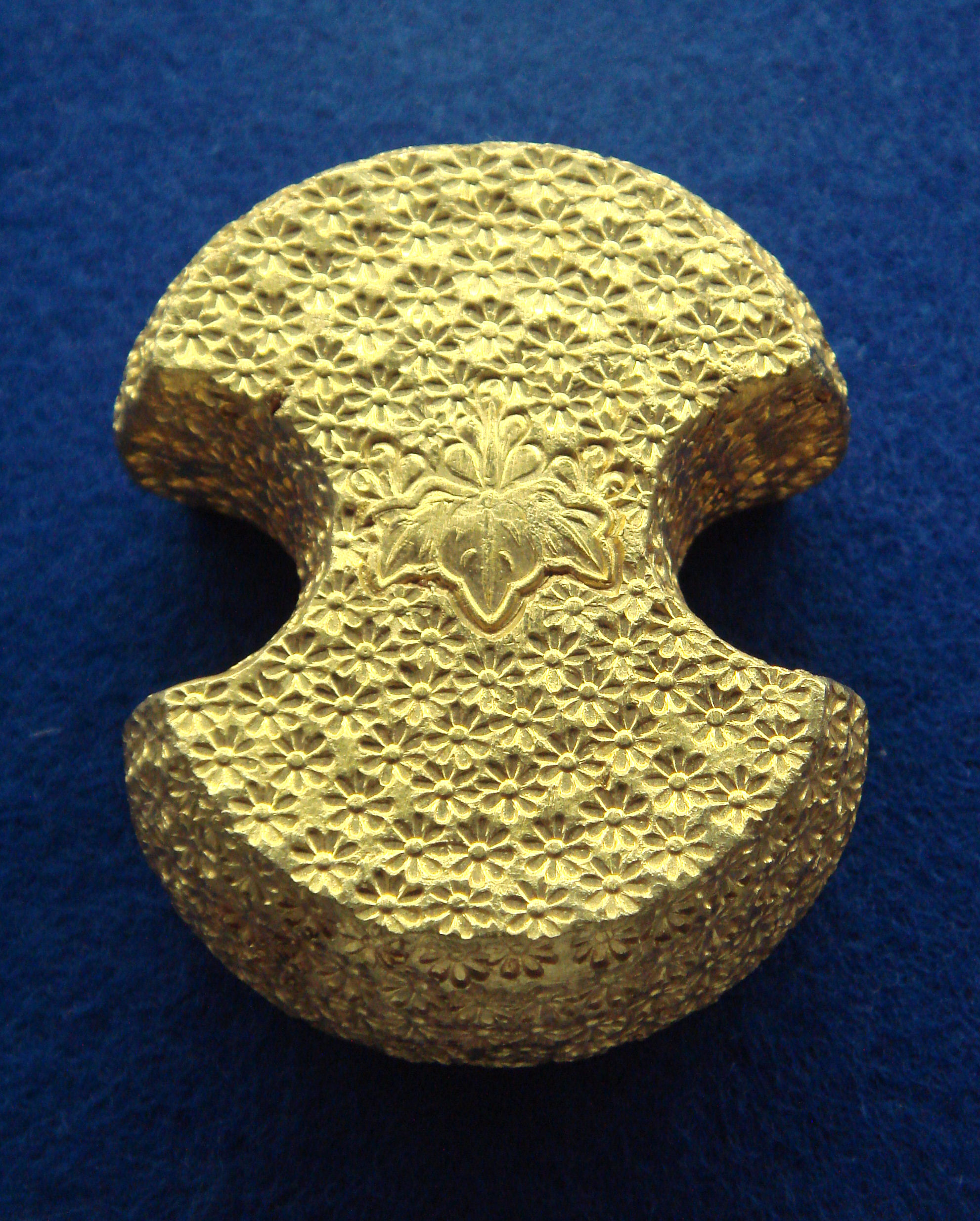
Un kobundō (小分銅), 95–97% d'or, « marque kiri paulownia » (桐), emblème kikubana (菊花), 373,11 g, Japan.

## Monnaie des Tokugawa (XVIIeauXIXesiècle)

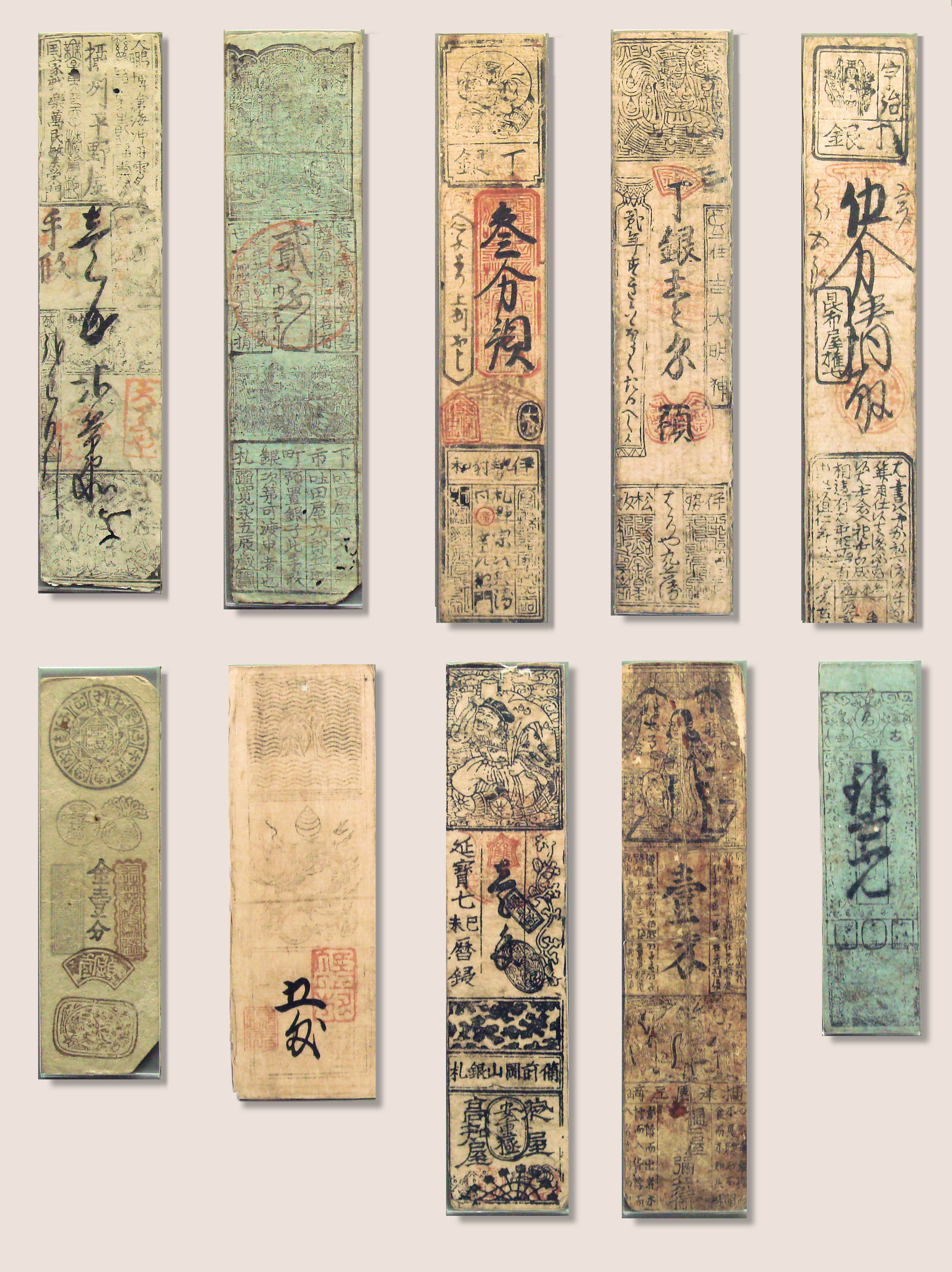
Hansatsu 藩札, billet domanial de l'époque d'Edo.

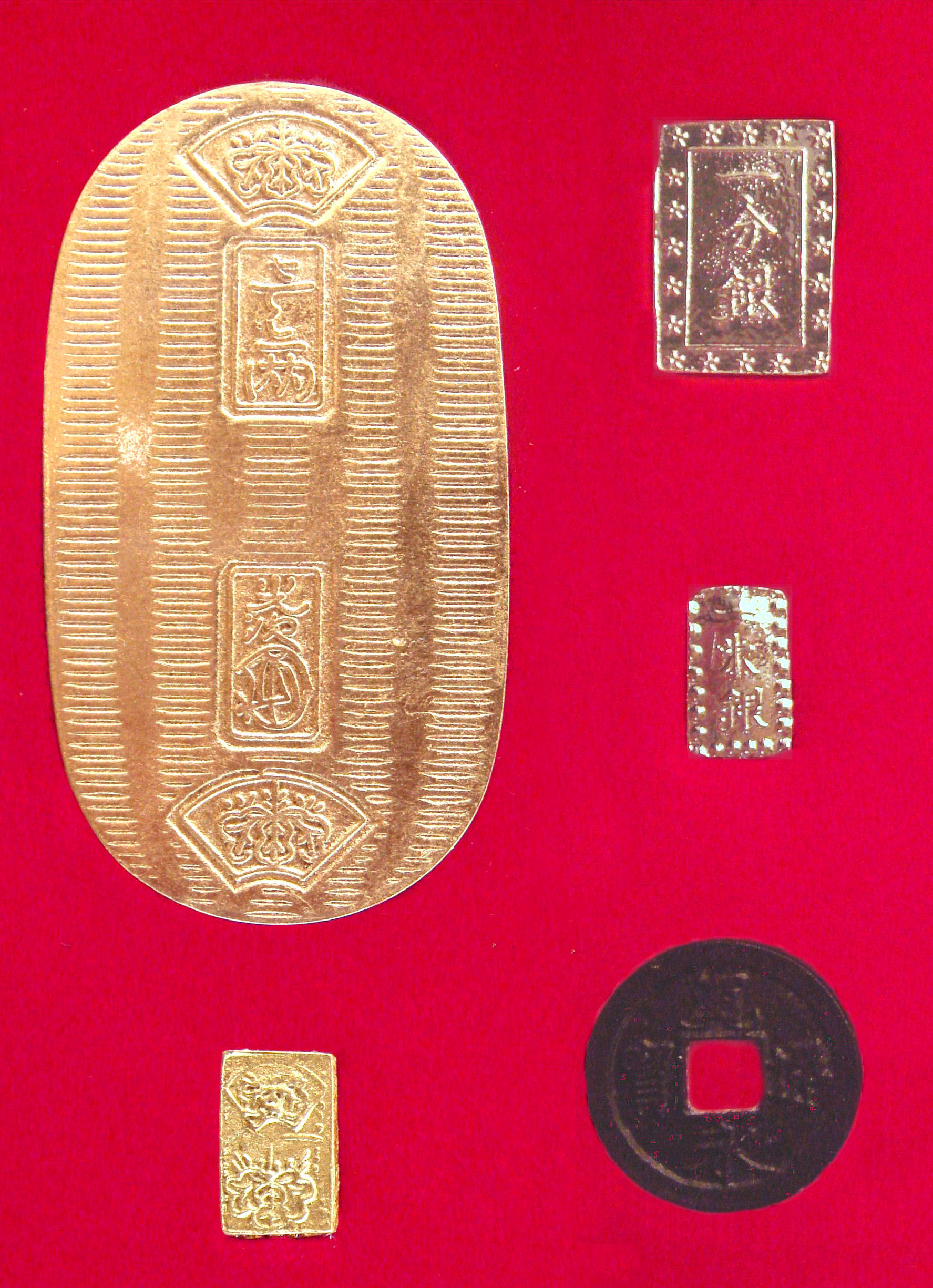
Principales pièces de la monnaie Tokugawa. Grande pièce ovoïde en or koban au-dessus d'une petite pièce ichibuban en or, en haut à droite un ichibuban en argent au-dessus d'un isshuban en argent et une pièce mon ronde en bronze Kan'ei tsūhō.

Le système monétaire Tokugawa est un système monétaire métallique unitaire et indépendant établi par le shogun Tokugawa Ieyasu en 1601 et qui reste en vigueur pendant toute l'ère Tokugawa, jusqu'à sa disparition en 1867.
À partir de 1601, la monnaie Tokugawa se décline sous la forme de dénominations d'or, d'argent et de bronze. La valeur des dénominations est fixe mais les taux fluctuent de fait sur le marché des changes, et en fonction de l'offre métallique (variations des stocks). Les Tokugawa commencent par produire des pièces d'or et d'argent Keichō et les pièces de cuivre chinoises sont ensuite remplacées par les pièces de type kan’ei tsuho en 1670.
La matière première utilisée pour la monnaie provient des mines d'or et d'argent en activité à travers le Japon. À cet effet, de nouvelles mines sont ouvertes et exploitées telles que la mine d'or de Sado et celle de Toi dans la péninsule d'Izu. En ce qui concerne les pièces de diamant[pas clair], la pièce Kan'ei tsūhō (寛永通宝) remplace les pièces chinoises en circulation au Japon, ainsi que celles qui ont été frappées en privé, et devient le cours légal pour les petites coupures.
Les Yamada Hagaki, premiers billets du Japon, sont émis vers 1600 par des prêtres shinto travaillant aussi comme marchands au Ise-yamada (moderne préfecture de Mie), en échange d'argent. Cette émission est antérieure aux premiers billets d'orfèvres émis en Angleterre vers 1640. Le premier billet connu de l'ère féodale japonaise est émis par le clan Fukui en 1661. Au cours du XVIIe siècle, les domaines féodaux développent un système de billets féodaux, donnant valeur de monnaie aux billets émis par le seigneur du domaine en échange de la convertibilité en or, en argent ou en cuivre. Le Japon combine ainsi les standards en or, en argent et en cuivre avec la circulation de papier monnaie.
La monnaie Tokugawa reste en usage durant toute la période d'isolement (sakoku), même si elle s'avilit progressivement avec les tentatives de résolution des déficits publics. La première dégradation de valeur est appelée « refonte Genroku » en 1695.

### Monnaie du Bakumatsu (1854–1868)

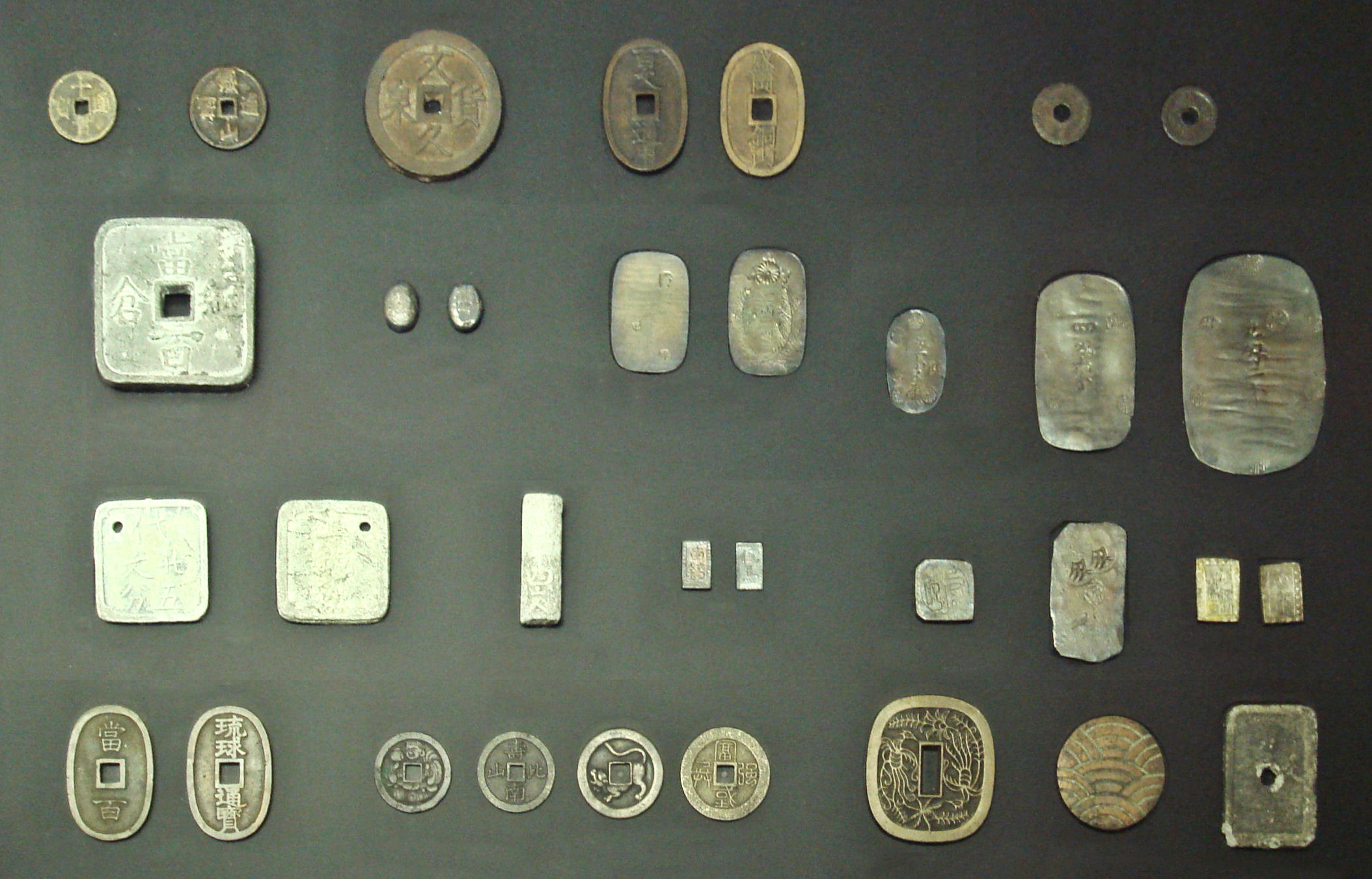
Prolifération de monnaies locales japonaises durant la période du Bakumatsu.

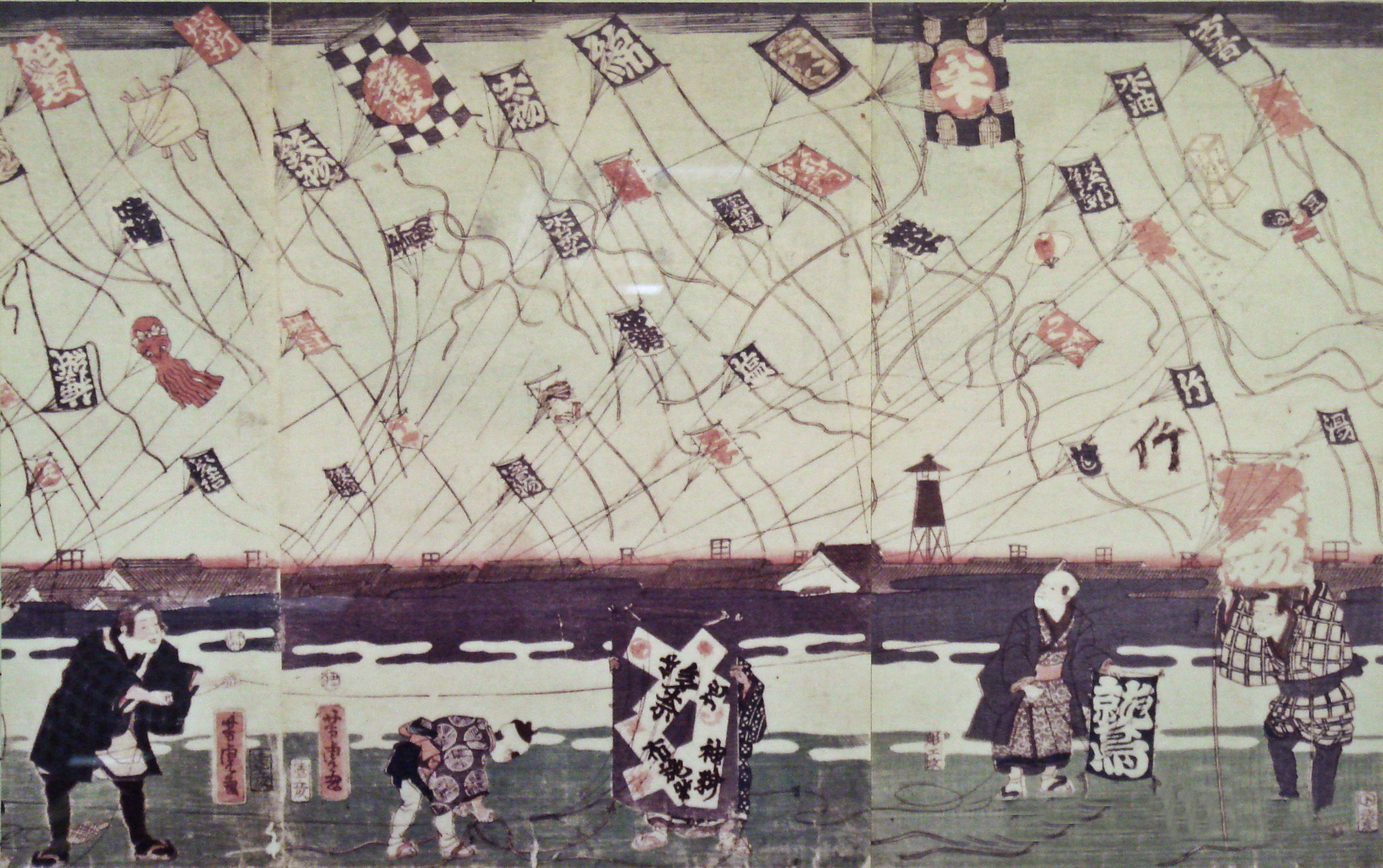
Allégorie de l'inflation et de la flambée des prix pendant la période du Bakumatsu.

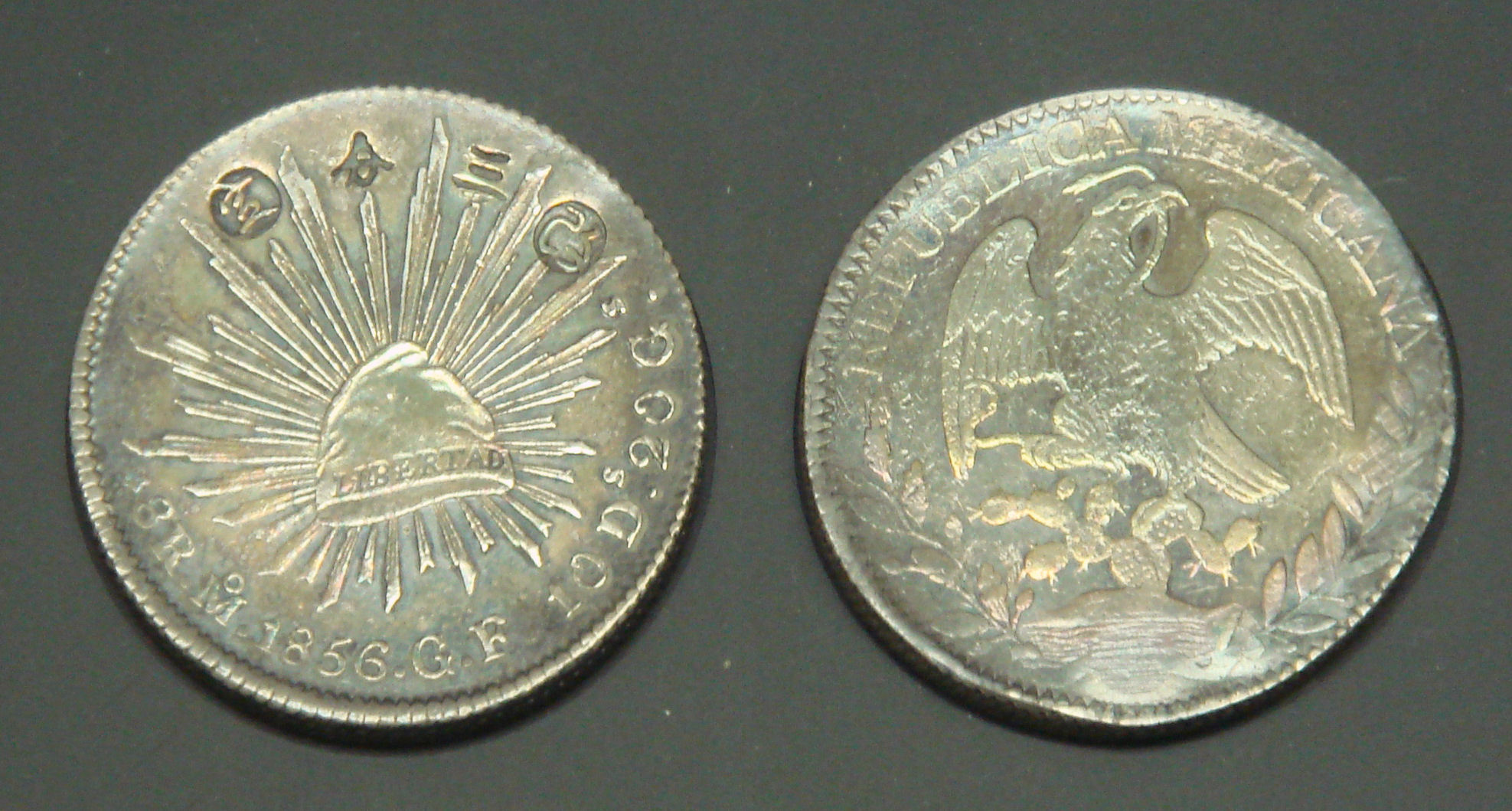
Un dollar mexicain utilisé comme monnaie au Japon, marqué Aratame sanbu sadame (改三分定), 1859.

Le système monétaire Tokugawa s'effondre à la suite de l'ouverture du Japon à l'Occident en 1854, tandis que les taux argent-or offrent d'énormes possibilités d'arbitrage aux étrangers, entraînant la perte de grandes quantités d'or à l'exportation.
L'arbitrage étranger conduit à un exode massif de l'or parce que celui-ci s'échange pour de l'argent au Japon avec un rapport de 1: 5 tandis que ce ratio est de 1:15 à l'étranger. En 1859, au cours de la période du bakumatsu, les dollars mexicains ont même le statut de monnaie au Japon en les frappant avec des marques en japonais et en officialisant leur taux de change à trois bu. Ils portent le nom Aratame Sanbu Sadame (改三分定, « Fixé à la valeur de trois bu »).
Pendant ce temps, les gouvernements locaux émettent leur propre monnaie de façon anarchique de sorte que la masse monétaire de la nation s'accroît de 2 fois et demi entre 1859 et 1869, conduisant à l'effritement des valeurs monétaires et à une flambée des prix. Le système sera remplacé par un nouveau après la fin de la guerre de Boshin et avec l'apparition du gouvernement de Meiji en 1868.

## Ère moderne: Yen japonais (1871 – présent)

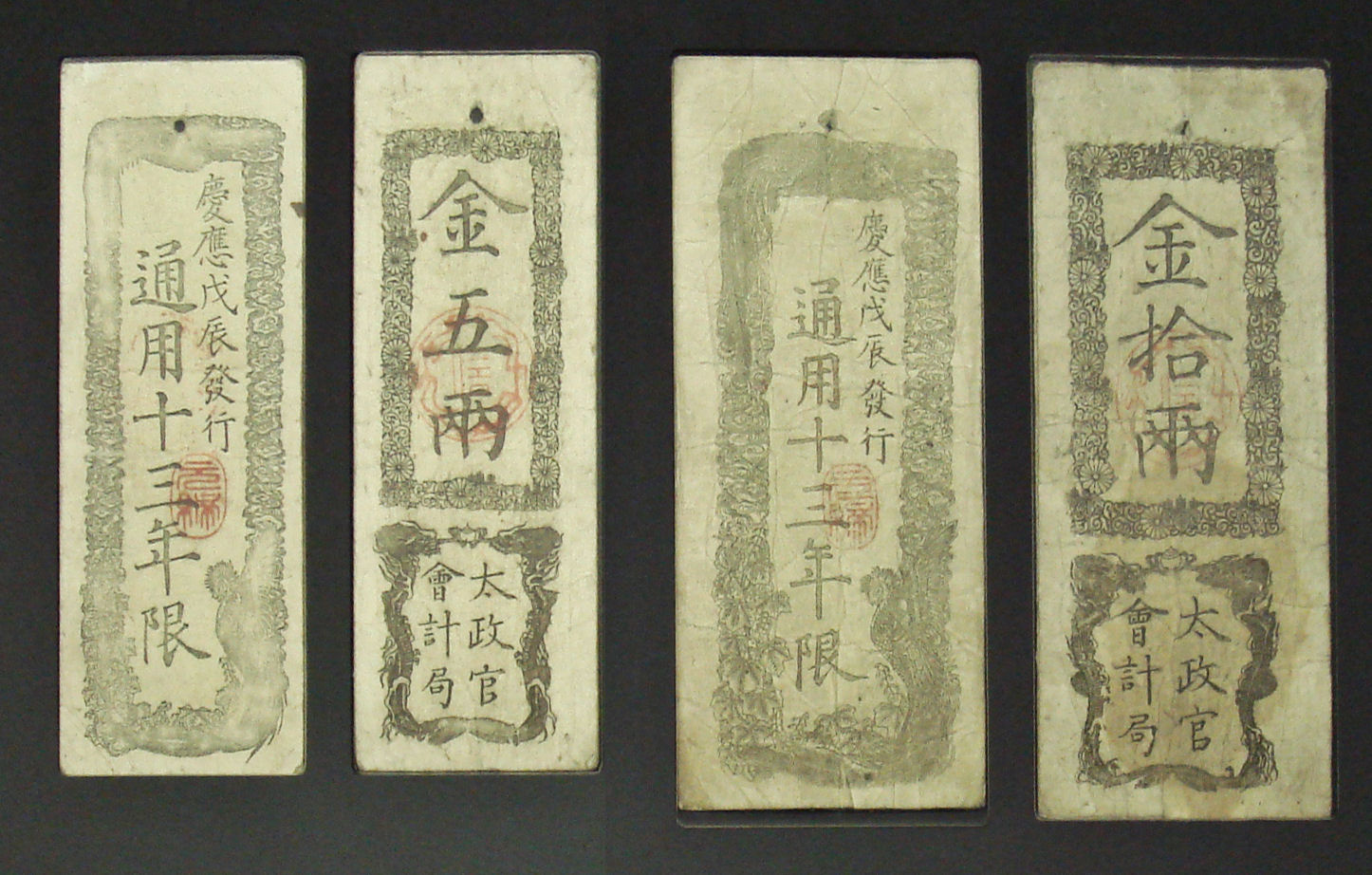
Billets daijōkansatsu (太政官札) libellés en ryō, 1868, Japon.

Après 1868, un nouveau système de monnaie fondé sur le yen est progressivement établi sur le modèle occidental, système demeuré le système monétaire du Japon contemporain.
Immédiatement après la restauration de Meiji en 1868, la poursuite de la circulation des anciennes pièces d'or, argent et de cuivre ainsi que des billets féodaux est autorisée, conduisant à une grande confusion. En 1868, le gouvernement émet également des pièces de monnaie et des billets convertibles en or appelés daijōkansatsu (太政官札), libellés en ryō, ancienne unité monétaire de Yedo et des banques privées appelées Kawase Kaisha sont également autorisées à émettre leurs propres monnaies. Cette complexité et la contrefaçon généralisée de pièces d'or et de billets féodaux conduisent à une grande confusion.

### Naissance du nouveau Yen: nouvelle loi sur la monnaie (1871)

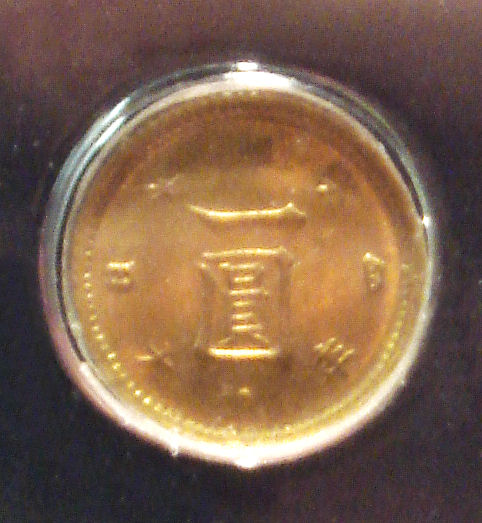
Ancienne pièce de un yen d'or.

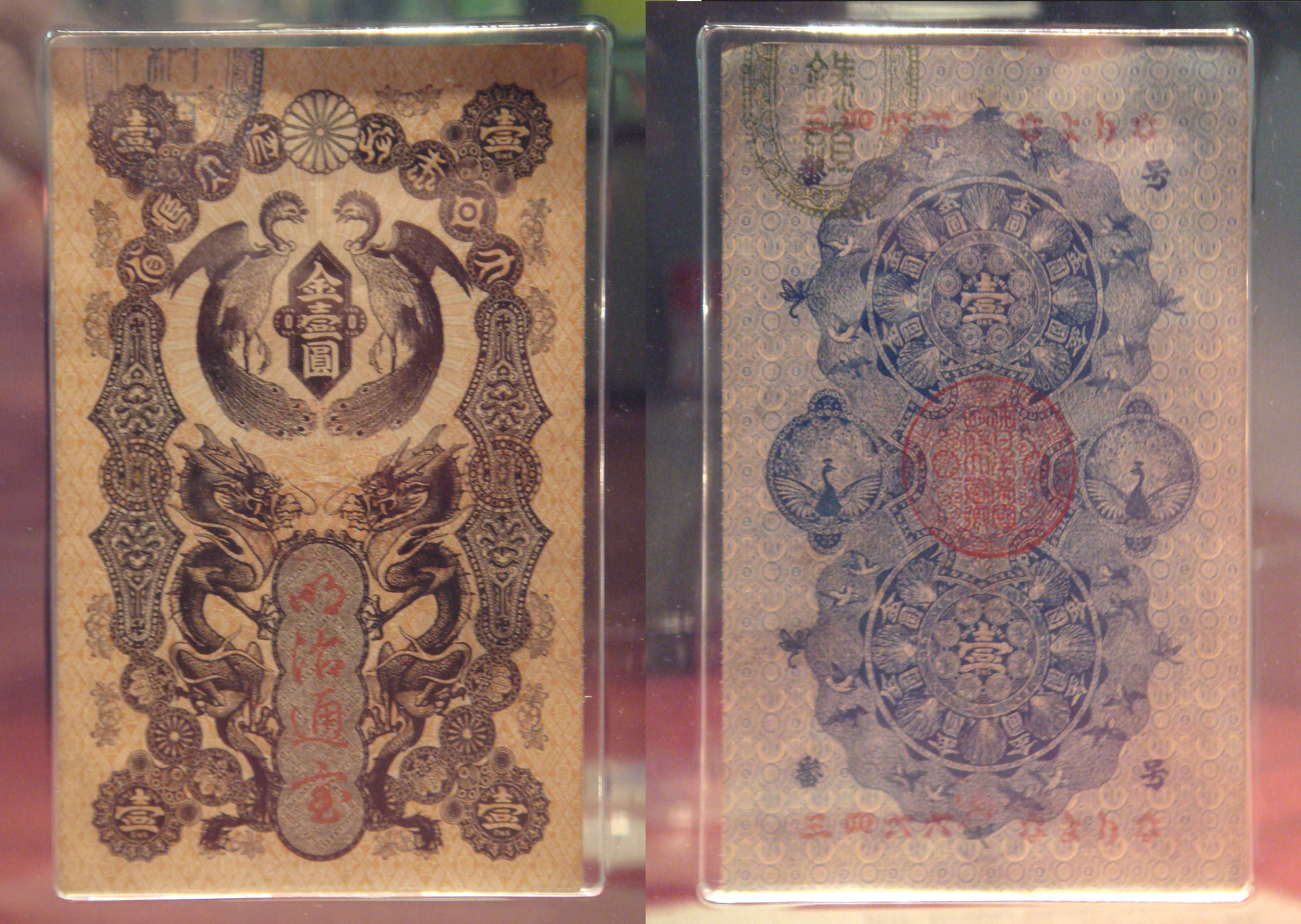
Premier billet de 1 yen de l'ère Meiji, le Meiji Tsūhōsatsu (明治通宝札), 1872.

Par la « Loi sur la nouvelle monnaie » de 1871, le Japon adopte l'étalon-or sur le modèle international, 1 yen correspondant à 1,5 g d'or pur. En 1872, le gouvernement de Meiji émet de nouveaux billets appelés Meiji Tsūhōsatsu (明治通宝札) imprimés en Allemagne.
Des pièces d'argent sont également frappées pour le commerce avec les pays asiatiques qui préfèrent l'argent comme monnaie, établissant ainsi de facto l'étalon-or.

### Loi de la banque nationale (1872)

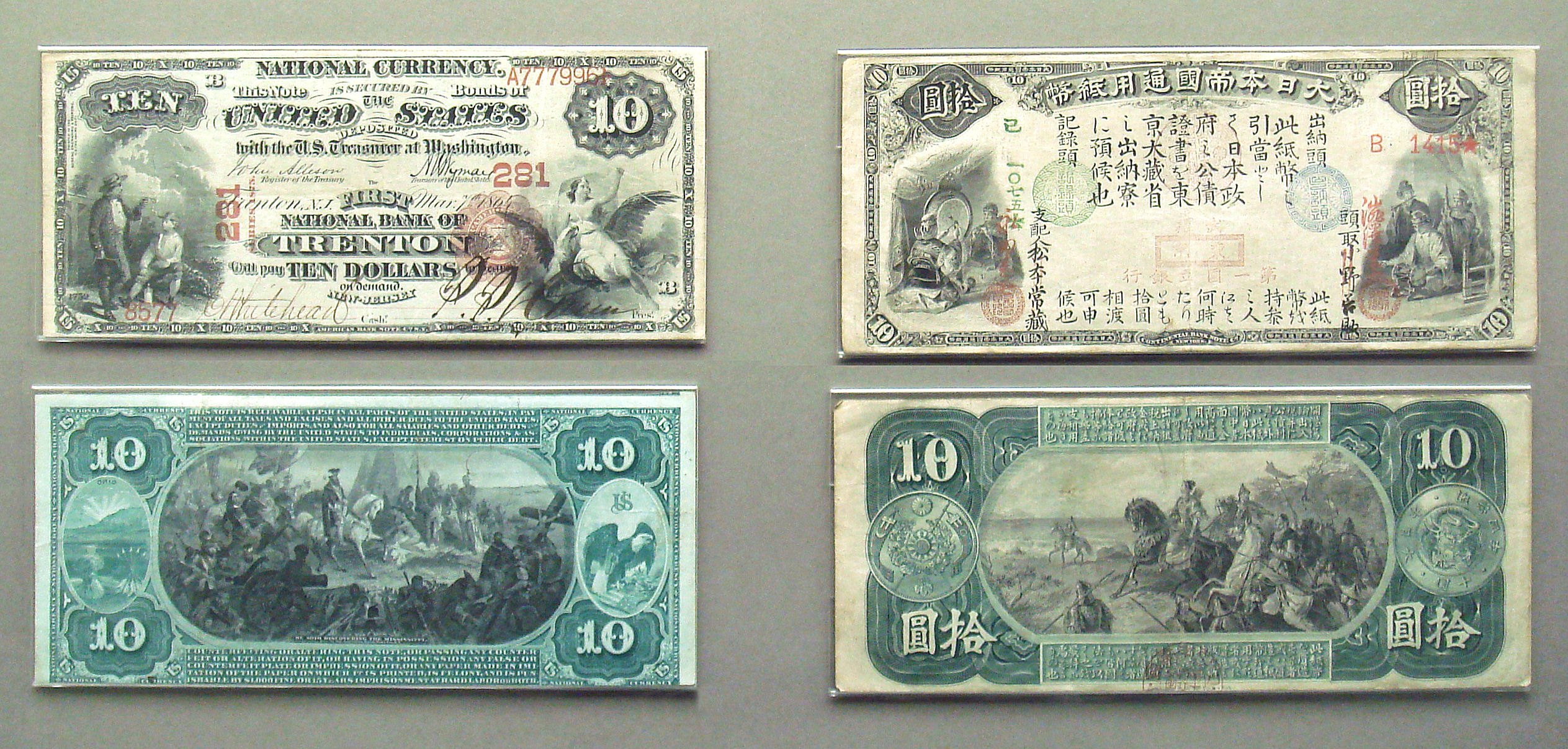
Billets américains et billet japonais de 1873 suivant de près le dessin U.S.

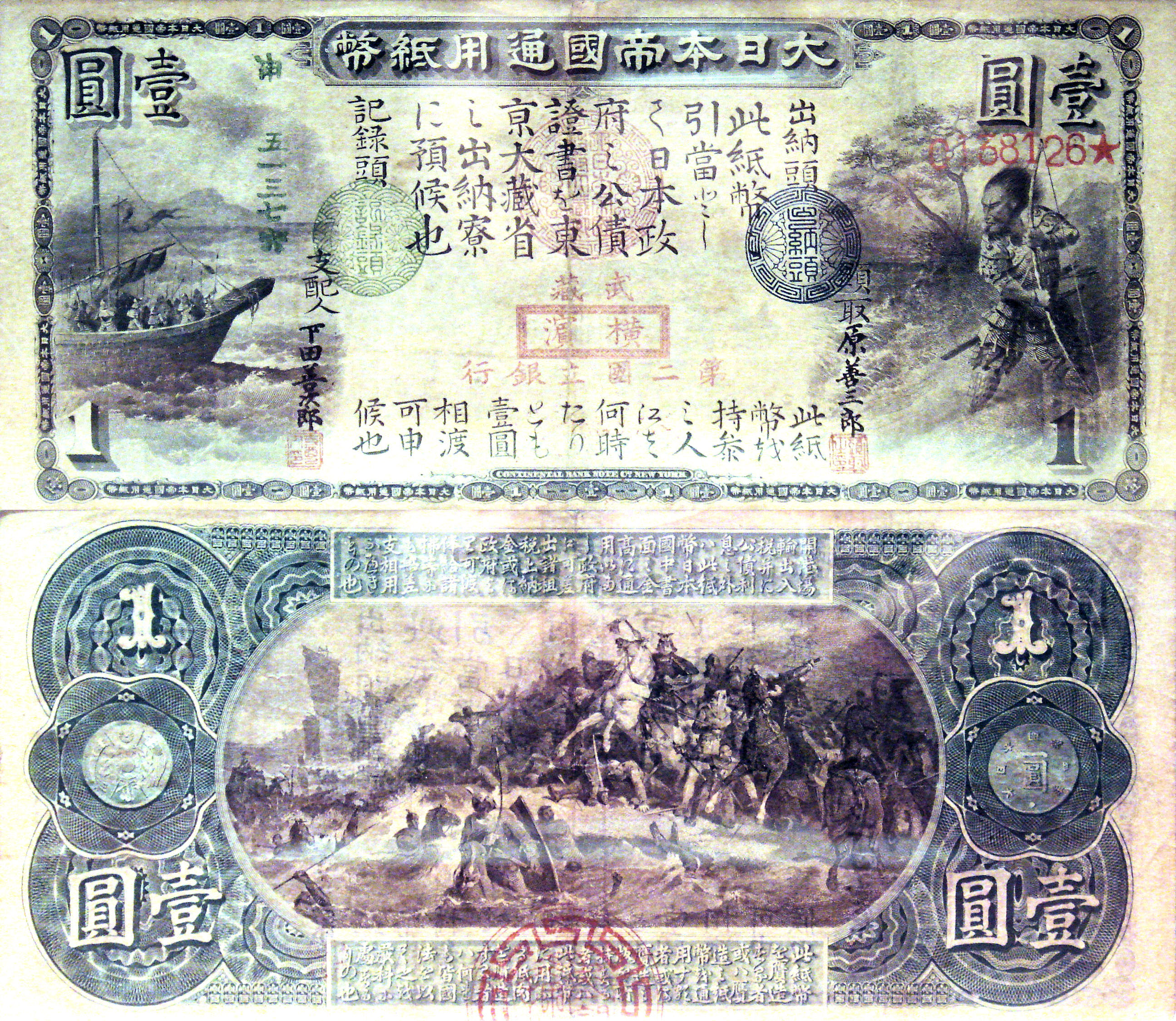
Ancien billet de banque de 1 yen, recto et verso. billets de la Banque nationale, 1873.

La loi sur la Banque nationale de 1872 conduit à la fondation de 4 banques entre 1873 et 1874, jusqu'à ce qu'il y ait plus de 153 bureaux ou agences à la fin de 1879. Les banques nationales émettent des billets convertibles de conception identique qui permettent le financement de l'industrie et remplacent progressivement les billets du gouvernement. En 1876, un amendement permet aux banques de rendre les billets pratiquement non convertibles. Ces billets nationaux imitent le dessin des billets de banque américains, bien que le nom de l'émetteur est différent pour chacun d'entre eux.
Une grave inflation se produit lors de la guerre civile de Seinan en 1877. la situation est contrôlé par la réduction des dépenses publiques et le retrait du papier-monnaie de la circulation. Pendant la guerre civile de Seinan, un type original de papier-monnaie est émis par le chef des rebelles, Saigō Takamori, afin de financer son effort de guerre.
En 1881, est émis le premier billet de banque japonais qui représente un portrait, celui de l'impératrice Jingū note (神功皇后札).

### Banque du Japon (1882)

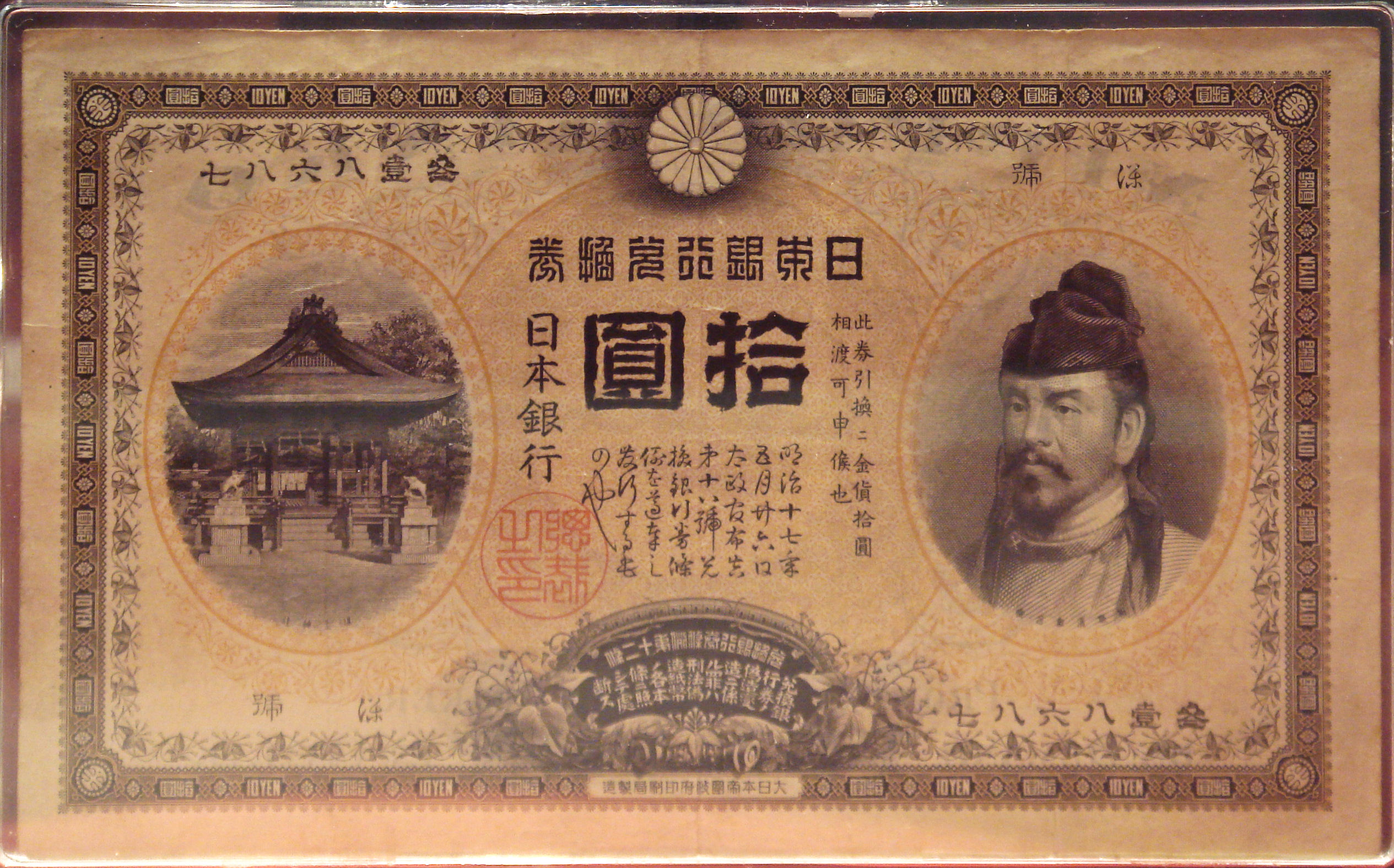
Yen de la Banque du Japon convertible en or, 1900.

Afin de régulariser l'émission de billets convertibles, une banque centrale, la Banque du Japon, est fondée en 1882. La banque stabilise la valeur de la monnaie en centralisant l'émission de billets convertibles. Les premiers billets de banque sont émis par la Banque du Japon en 1885. Appelés daikokusatsu (大黒札), ils sont convertibles en argent.
Après la dévaluation de l'argent et l'abandon de l'argent comme norme de devises par les puissances occidentales, le Japon adopte l'étalon-or par la « Loi sur la monnaie » de 1897. Le poids du yen est fixé à 0,75 g d'or pur et les billets de banque émis sont convertibles en or. En 1899, les billets des banques nationales sont déclarés invalides, laissant la Banque du Japon seule émettrice de monnaie.

### XXesiècle

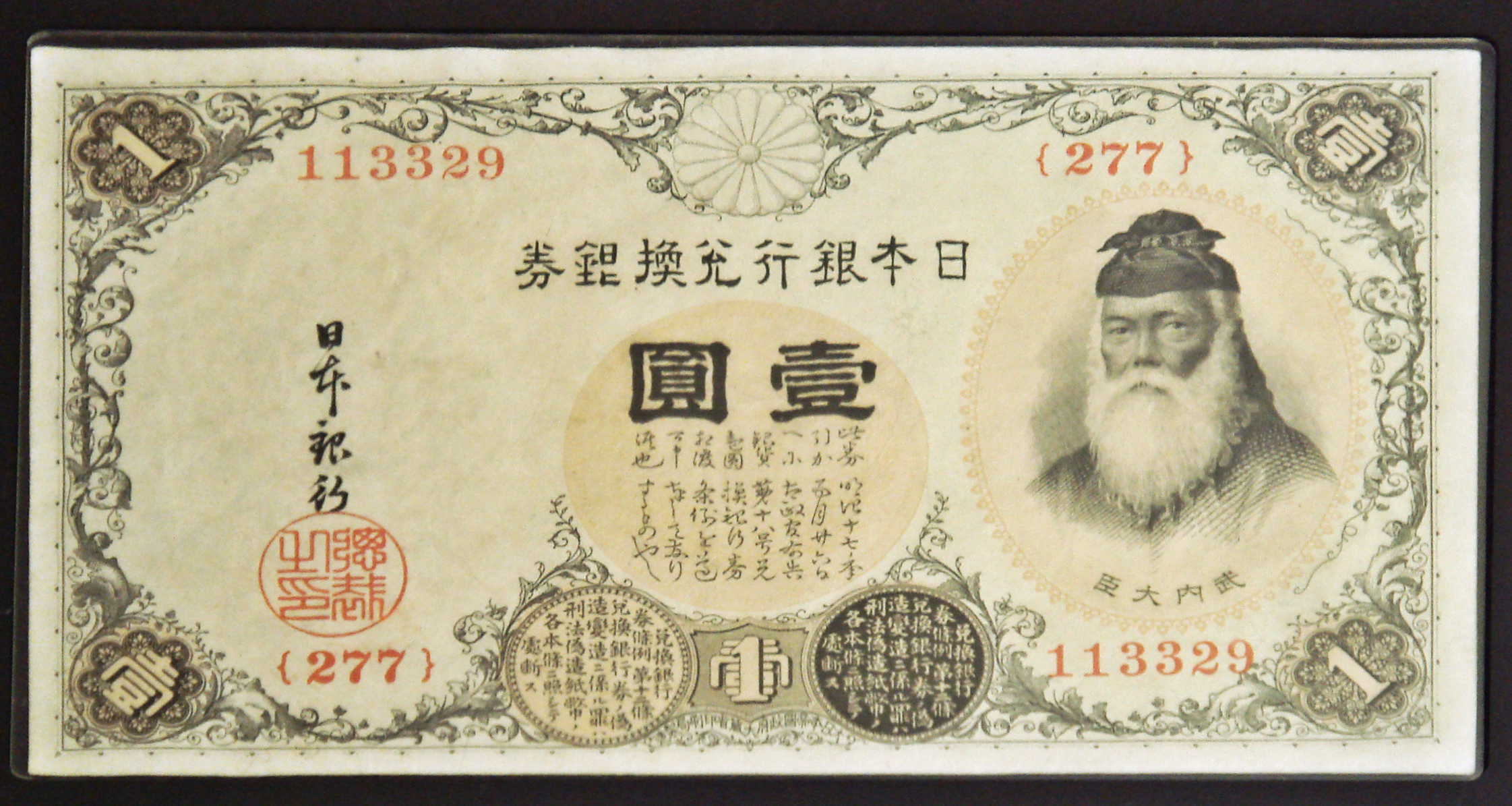
Billet d'un yen étalon or, 1916.

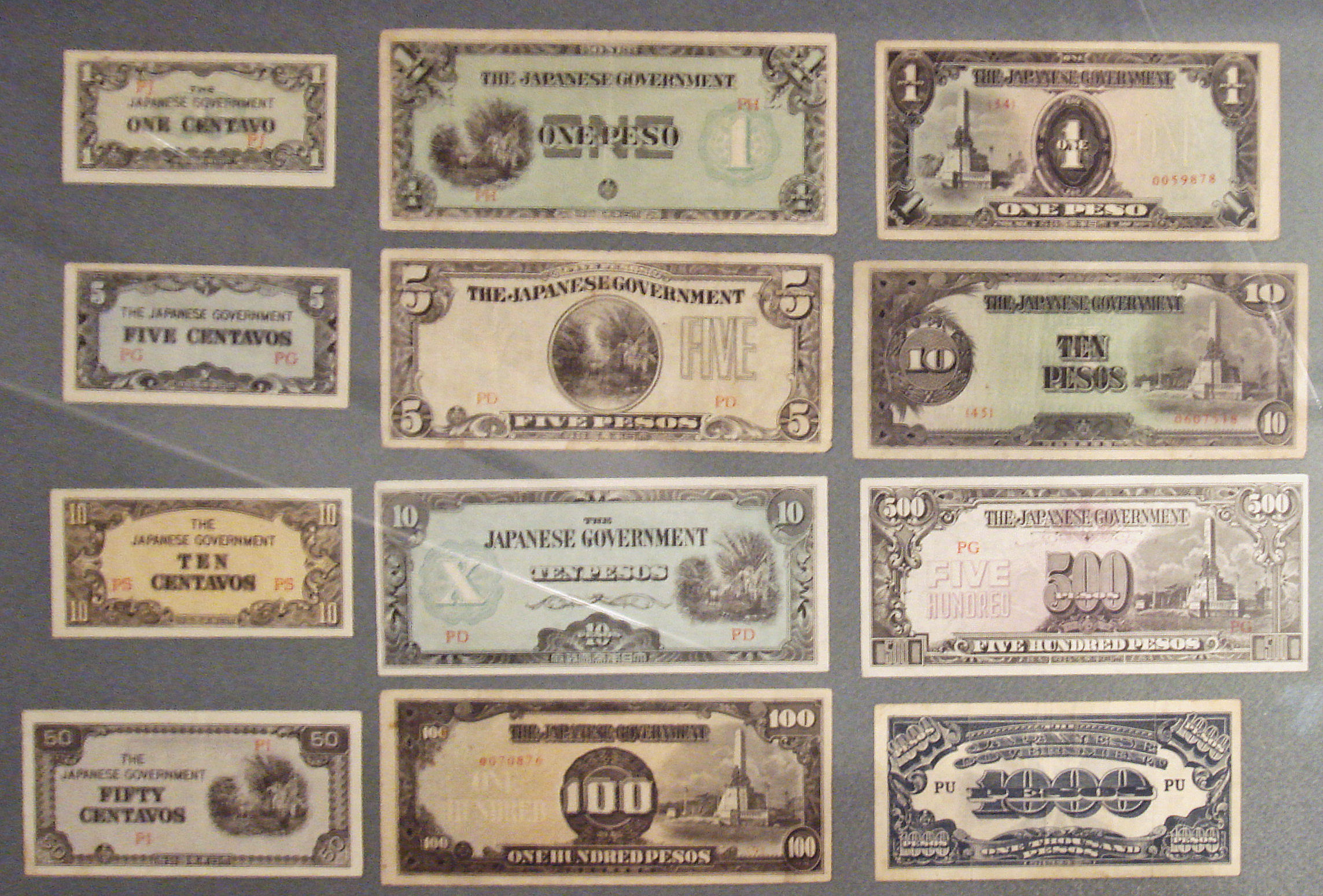
Billets d'Asie du gouvernement japonais de la Seconde Guerre mondiale.

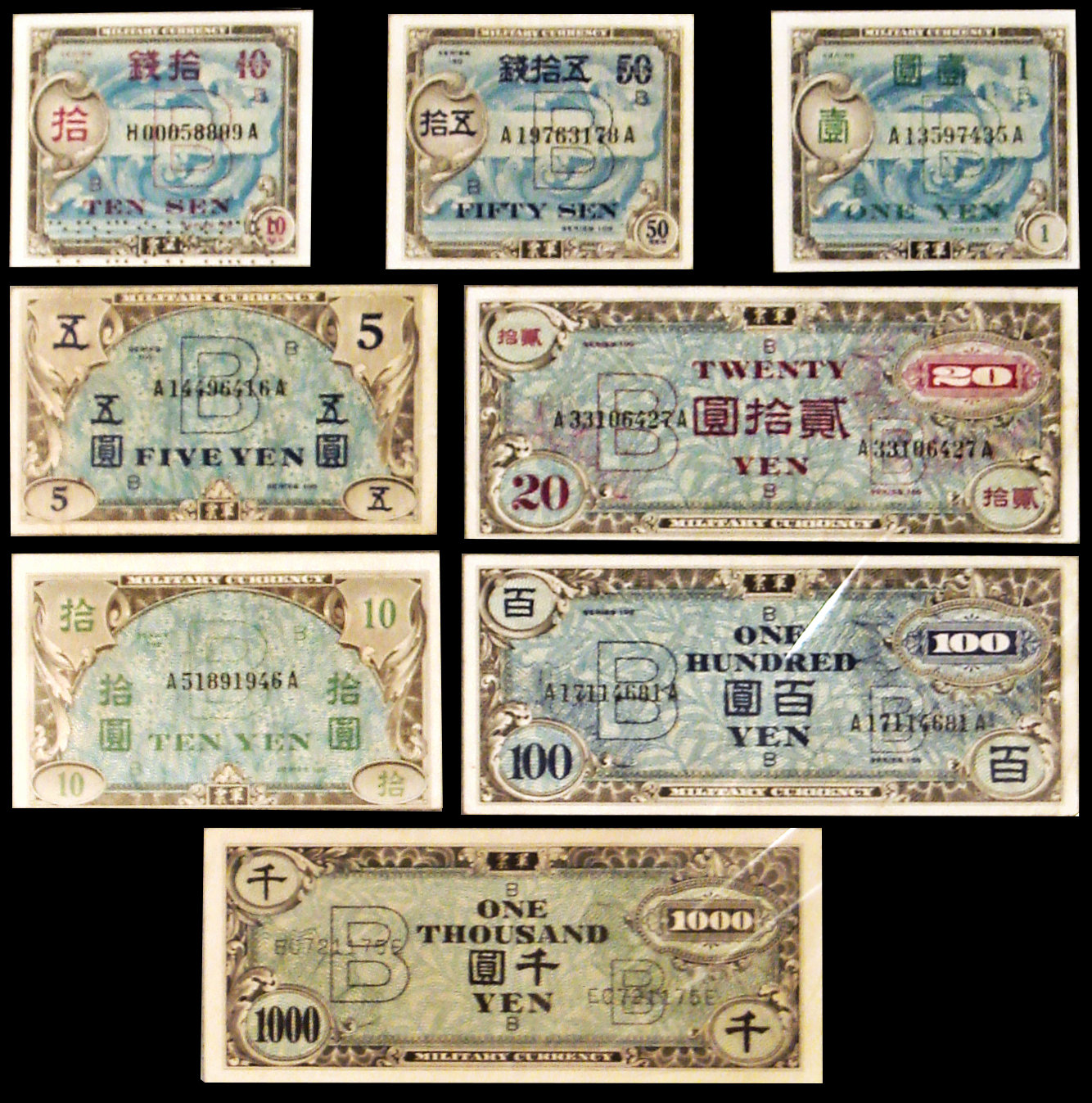
Différents types de billets yen B utilisés par les forces d'occupation américaines de 1945 à 1958.

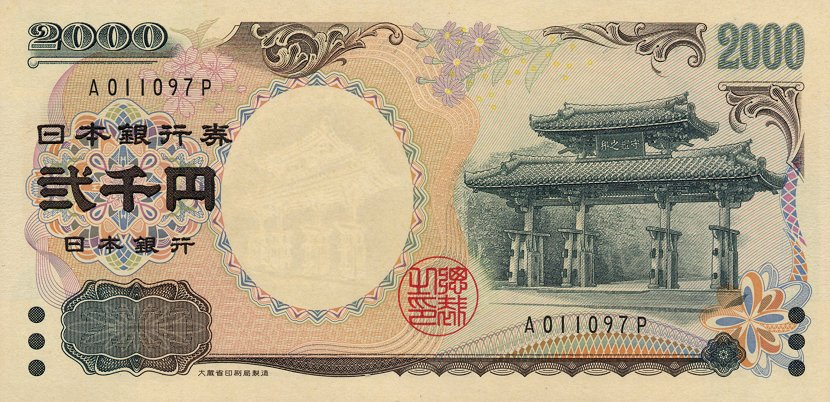
Série de billets de 2000 D yen.

Pendant la Première Guerre mondiale, le Japon interdit l'exportation de l'or en 1917 de même que de nombreux pays tels que les États-Unis. La convertibilité est de nouveau rétablie pour peu de temps en janvier 1930 puis abandonnée en 1931 lorsque la Grande-Bretagne abandonne l'étalon-or. La conversion des billets de banque en or est suspendue.
À partir de 1941, le Japon adopte officiellement un système de change dirigé et en 1942 la « Loi sur la Banque du Japon » supprime officiellement l'obligation de conversion.
En 1946, après la Seconde Guerre mondiale, le Japon annule l'ancienne monnaie (旧円券) et introduit le « Nouveau Yen » (新円券). Pendant ce temps, les forces d'occupation américaines utilisent un système parallèle appelé yen B de 1945 à 1958.
Depuis lors, avec l'expansion économique du Japon, le yen est devenu l'une des principales monnaies du monde.

## Source de la traduction
- (en) Cet article est partiellement ou en totalité issu de l’article de Wikipédia en anglais intitulé « Japanese currency » (voir la liste des auteurs).